# Слід (телесеріал, Україна)
«Слід» (також відомий як ОСА, абревіатура від «Особлива слідча агенція») — український детективно-драматичний телесеріал. Телесеріал «Слід» є україномовною адаптацією російського однойменного серіалу «Слід» від "ізраїльської" компанії TeleAlliance Israel. Сюжет серіалу обертається навколо вигаданого українського поліцейського спецагенства ОСА («Особлива слідча агенція»), яка займається виключно особливо складними злочинами.
В Україні прем'єра першого сезону серіалу з оригінальною українськомовною аудіо-доріжкою відбулася 11 вересня 2020 року на телеканалі СТБ .
Остання серія вийшла на телеканалі СТБ 28 листопада 2023 року.

## Сюжет
За сюжетом структура «ОСА» («Особлива слідча агенція») об'єднує унікальних спеціалістів різних сфер: патологоанатома, баліста, аналітика, оперативників, лаборантів, детективів, айтівців та ін. Під керівництвом голови організації Ольги Сергіївни Косач (колеги називають її «оса») вони проводять весь спектр важких експертиз, досліджень та надають допомогу поліції у розкритті найважчих злочинів.

## У ролях
| Актор                | Персонаж            | Опис |
| -------------------- | ------------------- | --- |
| Тетяна Кравченко     | Ольга Косач         | Очільниця ОСА, полковниця поліції. Фахівчиня високого рівня, докторка медичних та юридичних наук. До служби в ОСА викладала криміналістику в академії МВС та кримінальну психологію в національному університеті. Серйозна, впевнена у собі. Чесна і порядна, не йде на компроміси з совістю, навіть під тиском керівництва. |
| Борис Георгієвський  | Віктор Шаблій       | Заступник голови ОСА, підполковник поліції, старший оперуповноважений. Віктор із родини військових, виріс у гарнізонах, багато переїжджав, що позначилося на його характері і світогляді. Різкий, вольовий, буває грубим і брутальним. Єдиний працівник, якого призначило у відділ керівництво МВС без узгодження з Косач. Відданий своїй справі, чесний та непідкупний. |
| Богдан Рубан         | Станіслав Шугаєв    | Хакер, біолог та хімік, керівник аналітичного відділу. Шумний, енергійний, веселий і дружній. Дещо неуважний і неохайний, за що часто отримує зауваження від Косач. Дуже талановитий, але по-дитячому нетерплячий. Хапається одночасно за кілька справ. Проте завжди все робить вчасно, хоч би й довелось для цього не спати кілька діб. Любить професійні виклики. Є аллергія на вовну та котів. Виріс в дитбудинку, хотів знайти свою матір, але вона стала жертвою вбивці. Дуже боїться комах. |
| Олена Вознесенська   | Марія Небесна       | Судмедекспертка, патологоанатомка. Спокійна, мила, зі зворушливою усмішкою. Водночас — найкраща фахівчиня у країні, яка дуже працьовита. Постійно удосконалює свої навички. Обожнює свою роботу. У вільний час допомагає колегам. Щодня стикається зі смертю, співчуває родинам загиблих. Як мати маленького сина, важко переживає смерть дітей. |
| Антоніна Хижняк      | Катерина Червона    | Капітанка поліції, фахівчиня зі зброї, балістики і трасології, старша оперуповноважена і слідча. Народилася на Київщині у багатодітній сім'ї. У дитинстві гралася у "хлопчачі" ігри, адже батьки часто залишали старших синів няньчитися із сестрою — звідти й вибір «чоловічої» професії. Весела, спортивна, впевнена у собі дівчина. Завжди і в усьому бачить виклик та змагання. Обожнює загадки і таємниці, особливо, пов'язані зі зброєю. |
| Олександр Боднар     | Ярослав Гайворон    | Майор спецпризу, старший оперуповноважений і слідчий. Інтелігентний, освічений, начитаний. Народився у Бердянську в родині вчителів, пішов навчатися до Академії МВС після служби в армії. Спокійний, упевнений. Має вигляд добродушного хлопця, що викликає довіру у співрозмовника. Однак за потреби може бути досить жорстким зі злочинцями. |
| Альбіна Перерва      | Альбіна Панчук      | Біологиня, експертка-криміналістка. Народилася в Конотопі. Єдина «біла ворона» в сім'ї, через що мати постійно її жаліє, не розуміє її роботу, не сприймає те, що в доньки досі немає чоловіка і дітей. За фахом — біологиня. Ще студенткою почала працювати у школі — була фанатично відданою своїй професії. Шість років тому переїхала до Києва у пошуках «птаха щастя». До ОСА потрапила випадково, проте добре себе зарекомендувала. |
| Олексій Суровцев     | Тарас Римар         | Майор спецпризу, старший оперуповноважений і слідчий. Брутальний, упевнений у собі, фізично розвинутий. В екстремальних ситуаціях діє миттєво й ефективно, але попри це намагається завжди бути розважливим, прораховуючи можливі ризики. Має високі здібності до перевтілення, може вдати із себе будь-кого ― від руфера до професора фізики. Вміє викликати у людей довіру, бути «своїм» у будь-якій компанії. |
| Ілля Пономаренко     | Анатолій Дмитренко  | Капітан поліції, старший оперуповноважений, слідчий-оперативник. 25-річний хлопець. Киянин, два роки тому закінчив академію МВС. Молодий, допитливий, розсудливий, розумник. Був відмінником на курсі. Усе схоплює на льоту, цікавиться тим, чого не знає. |
| Ірина Мордусенко     | Влада Берізка       | Капітанка ОСА, старша оперуповноважена слідча-оперативниця. Владі 28 років. Вона — випускниця академії МВС. Справжній типаж захисниці. Берізка витривала і фізично, і морально. Має загострене почуття справедливості. Зі злочинцями сувора, часом цинічна, «ділова». Впевнена, рішуча, безстрашна, швидко ухвалює рішення і діє. З добре відомими героями та улюбленими персонажами Влада — прямолінійна, чесна і просто «бойова подруга». |
| Михайло Самарський   | Максим Розумовський | Капітан поліції, старший оперуповноважений, слідчий-оперативник. Максимові 28 років. Прийшов до поліції під час реформи у 2015 році. Вірить у добро і людей, щоразу болісно і глибоко переживає тяжкі злочини, але зовні це не показує. Відважний та палкий, емоційний, максимально благородний та чесний. Типаж справжнього Д'Артаньяна. |
| Микита Вакулюк       | Руслан Маяков       | Майор поліції, старший оперуповноважений, слідчий-оперативник. Руслану 37 років. Він колишній спецназівець. Володіє рукопашним боєм, відмінно стріляє. Досвідчений та розумний оперативник. Ніколи не поспішає, стриманий, скупий на емоції. Надійний, має лідерські якості. Його типаж сміливо можна називати «міцним горішком». |
| Руслан Коваль        | Григорій Важинський | Судмедексперт, патологоанатом. 40-річний професіонал з багаторічним досвідом та непростою вдачею. Не любить сперечатися, бо знає, що практично завжди має рацію. Дуже суворий, рідко усміхається. Однак це наслідки його непростого життя. Смерть і трупи на столі сприймає як даність. Його важко вразити чи зворушити. |
| Владислав Фуківський | Андрій Броменко     | Нейробіолог, експерт-криміналіст. 26 років. Народився в райцентрі Київської області. Має феноменальну пам'ять, тренує її щодня. Такий собі всезнайка. Обожнює різноманітні досліди. Зі школи цікавиться комп'ютерами, володіє хакерськими навичками. Правдолюб і правдоруб. Досить різкий, може бути грубуватим. Ображається, якщо хтось йому не довіряє, намагається довести свою правоту і майже завжди її доводить. Не боїться начальників, упевнений у собі — часто аж занадто, чим викликає посмішки колег. Профіль Броменка — нейробіологічні дослідження (генетика, біохімія, фізіологія нервової системи, вивчення поведінки людини), а також будь-яка техніка і гаджети. Як і інші співробітники ОСА, вміє робити всі експертизи. |
| Олег Венгер          | Олег Вільнер        | Майор, слідчий-оперативник, колишній спецназівець, до 35-років прослужив у військах спеціального призначення. Після служби жив в Угорщині, де здобув освіту слідчого-криміналіста. Ольга Косач запросила Олега Вільнера в команду ОСА завдяки його унікальній розробці акустичної аналізатор-програми, яка може визначати природу походження звуків, зокрема, відстежувати звуки пострілів і передавати інформацію про місце пострілу на комп'ютер поліції. |

## Список серій
| № серії      | Назва й опис серії | Прем'єра          |
| ------------ | --- | ----------------- |
| 1            | «Укус Сіафу 1 серія». У Києві орудує серійний маніяк, якого люди назвали Органіст. На його рахунку вже дев'ять жертв. Усі люди занепокоєні, вони вимагають аби маніяка зловили, але поліція нічого не може зробити. Було прийнято створити Особливу слідчу агенцію (ОСА). Міністерство хоче, щоб керівницею ОСА стала Ольга Сергіївна Косач — викладачка в інституті. Ольга Сергіївна вирішує очолювати агенцію, але за єдиної умови: вона всю команду набиратиме сама. Хоча міністр поставив також умову: взяти Шаблія Віктора Вікторовича, який з початку розслідує справу Органіста. Після цього Ольга Сергіївна їде забирати з в'язниці Станіслава Шугаєва, найкращого хакера в Києві, давню знайому Машу, найкращого патологоанатома в місті. В ОСА на Ольгу чекав Шугаєв, який каже, що знайшов усе, усіх вбитих дівчат пов'язує це онлайн-гра.                                                                | 11 вересня 2020   |
| 2            | «Укус Сіафу 2 серія». Шугаєв знаходить у грі спільний чат, в якому є один гравець, що спілкується з усіма іншими гравцями. ОСА бачить, що в чаті є дівчинка Мілана, яка зараз онлайн, і вони підозрюють, що їй загрожує небезпека. Косач і Шаблій їдуть на порятунок дівчинки, але не встигають. Шугаєв зламавши гру, вираховує, хто той гравець, що спілкується з усіма іншими. ОСА бере його, але його психолог каже, що він шизофренік. Тим часом до ОСА надходить звістка, що вбито ще одну дівчинку, але яка не грала в групі й мала вогнепальне поранення. Косач бере до команди ще одну її подругу, Катю, найкращу балістку у країні. Вони виходять на ймовірного вбивцю останньої дівчинки. | 11 вересня 2020   |
| 3            | «Укус Сіафу 3 серія». Детективам вдалося з'ясувати, що всі жертви Органіста спілкувалися в інтернеті з однією людиною — Романом Ковтуном. Але незважаючи на зізнання Ковтуна, слідчі швидко зрозуміли, що Роман ніяк не міг скоїти ці злочини. Чоловік хворий на шизофренію і вже давно не приймав таблетки. Незабаром з'явиться нова жертва — 10-річна Олена Литвинова. Але почерк Органіста змінився: тепер у жертви не тільки вилучені органи, а й простріляне плече. Ольга Косач приймає рішення поповнити команду ОСА новим детективом — балісткою Катериною Червоною. Чи зможе Катерина зрушити розслідування з мертвої точки? | 11 вересня 2020   |
| 4            | «Укус Сіафу 4 серія». Слідчим ОСА вдалося з'ясувати, що всі жертви Органіста були отруєні наркотиком, який синтезується з отрути мурах сіафу. Цю отруту також використовують в своїх обрядах адепти секти «Відновлення». Щоб з'ясувати, чи не є хтось із сектантів Органістом, Ольга Косач вирішує відправити на розвідку майора Тараса Римара. Однак Шаблій зриває операцію та заарештовує всіх адептів. Але попри це хакеру Шугаєву все ж вдається встановити особу глави «Відновлення». Ним виявився викладач університету Валерій Максимович. Невже саме він і є Органістом? | 11 вересня 2020   |
| 5            | «Смерть за викликом». ОСА розслідує напад наркомана на бригаду швидкої допомоги. Невідомий убив лікаря та медсестру й втік з місця злочину. Однак того ж вечора наркомана знаходять мертвим — чоловік помер від передозування. Другий лікар швидкої допомоги, який став свідком події, виявився коханцем дружини загиблого доктора. Невже ревнивий коханець «замовив» суперника? | 14 вересня 2020   |
| 6            | «Небажана гостя». Юрій Погребняк і його дружина знайшли труп невідомої в багажнику свого автомобіля. Співробітники ОСА, які приїхали на місце злочину, встановили, що жінку вбили в сауні, в якій відпочивав Погребняк напередодні. Не знайшовши відбитків Юрія на тілі жертви, слідчі спробують з'ясувати, чи міг хтось із працівників сауни піти на вбивство та підкинути труп в чужу автівку. Або ж в цій справі все набагато складніше, ніж здається на перший погляд? | 14 вересня 2020   |
| 7            | «Мати-мачуха». У родині Оксани та Олега Войтенків сталося жахливе горе. Невідомі вкрали їхнього семимісячного сина Максима просто з квартири. Олег звинувачує у трагедії дружину — Оксана страждала на депресію і від ліків могла глибоко заснути посеред дня. Детективи ОСА припускають, що викрадення Максима пов'язано з іншими схожими випадками крадіжки дітей. Злочинці віддають немовлят псевдопопрашайкам, які на морозі клянчать гроші в перехожих. Через холод діти незабаром гинуть… Чи встигнуть слідчі ОСА знайти Максима раніше, ніж він замерзне на смерть на руках чужої жінки? | 15 вересня 2020   |
| 8            | «Сплачені рахунки». Наречена Максима Руденка знайшла тіло свого коханого у ванній кімнаті його квартири. Все виглядає як самогубство: на руках загиблого кілька порізів, через які він стік кров'ю. Однак детективи ОСА з'ясували, що перед смертю Максу вкололи нейропаралітік, отже він не сам наніс собі рани. Наречена Максима розповідає, що в день загибелі до нього повинен був прийти Коля на прізвисько Джміль. І саме його відбитки пальців знайшли слідчі на місці злочину. Навіщо Коля Джміль вбив друга? Або це все ж таки не його рук справа? | 15 вересня 2020   |
| 9            | «Вибух правди». Тіло Олексія Марченка було знайдено в одному з підземних переходів Києва. Хлопець купив звичайну воду, зробив пару ковтків і раптово помер. У животі Олексія утворилася діра діаметром 15 сантиметрів, яка виникла внаслідок хімічного опіку. Детективи з'ясовують, що Олексій працював на заводі оптичного скла. А Марія Небесна знайде в організмі загиблого міргій — речовину, яку використовують у виготовленні апаратів нічного бачення. Хто й навіщо отруїв простого робітника? Або ж Олексій Марченко був зовсім не тим, за кого себе видавав? | 16 вересня 2020   |
| 10           | «Павутиння зла». У місті з'явився холоднокровний вбивця. Маніяк, під виглядом таксиста, заманює дівчат в автомобіль, де вбиває їх за допомогою отрути в шприці. Потім маніяк залишає своїх жертв на узбіччі і негайно зникає з місця злочину. Детективи ОСА дізнаються, що вбивця не гвалтує своїх жертв і навіть не забирає їхні цінності та гроші. Тоді з якою метою маніяк вбиває невинних дівчат? Це й доведеться з'ясувати кращим детективам ОСА. | 16 вересня 2020   |
| 11           | «Небезпечні зв'язки». Інна познайомилася зі своїм нареченим Майклом Міллером в інтернеті. Пара довго листувалася, а два тижні тому він прилетів із США до України. Однак тут Майкла почали переслідувати суцільні неприємності: спочатку іноземця обікрали на вулиці, а пізніше й зовсім викрали. Інні прийшло повідомлення з вимогою викупу за її нареченого. Однак коли Інна прийшла на вказане викрадачем місце, то знайшла лише труп Майкла. Слідчі ОСА з'ясували, що Майкл — не іноземець, а відомий шлюбний аферист Михайло Мільченко. А ворогів у такої людини дуже багато. Хто ж вимагав викуп у Інни й навіщо вбив Михайла? | 17 вересня 2020   |
| 12           | «Спалена краса». У місті орудує новий маніяк. За пів року невідомий убив і спалив трьох дівчат, а їхній попіл відправляв батькам жертв поштою. До посилки прикріплював записку з текстом: «Красу треба знищити, бо вона принесе всім біль». Детективи знаходять зв'язок між трьома жертвами — всі вони були брюнетками зі світлими очима, а також мешкали в одному районі. Чому маніяк вибрав саме цих дівчат? І чи встигнуть слідчі ОСА зловити злочинця, поки він не вбив ще когось? | 17 вересня 2020   |
| 13           | «Потопельник на сніданок». Підлітки знайшли тіло Лісненка Анатолія Олеговича в невеликій річці. Все виглядає як самогубство, але слідчі ОСА швидко встановили, що чоловік помер не сам. Криміналісти знайшли на тілі загиблого гематому, яка свідчила про те, що Лісненко загинув через падіння з висоти 5–7 метрів. Також у Анатолія були конфлікти з конкурентом по бізнесу Павлюком, якому була вигідна загибель Лісненка. Тепер залишилося лише знайти Павлюка та допитати, але чоловік безслідно зник! Чи зможуть детективи знайти підозрюваного? І чи він насправді вбив Лісненка? | 21 вересня 2020   |
| 14           | «Сурогатна матір». Андрій та Ксенія Онищенки звернулися до ОСА, бо зникла Яна Лапенко. Дівчина виношує дитину пари — вона офіційна сурогатна мати. Онищенки повністю забезпечували дівчину та навіть орендували для неї красиву та простору квартиру. Але одного разу Яна просто перестала виходити на зв'язок. Детективи припустили, що в дівчини просто прокинувся материнський інстинкт і вона втекла, щоб не віддавати малюка. Як раптом на телефон Андрія Онищенка прийшло повідомлення з вимогою про викуп Яни. Хто й навіщо викрав вагітну дівчину? | 21 вересня 2020   |
| 15           | «Ідеальна пара». Івану Хрущенку перерізало голову повітрям, коли він їхав на мотоциклі. Принаймні так пояснили подію слідчим ОСА жителі села, розташованого недалеко від місця загибелі Івана. Але як таке можливо? Детективи швидко встановили, що чоловікові перерізала горло металева ліска, яка була натягнута між двома деревами на шляху в Хрущенка. Детективи ОСА взялися за розслідування незвичайного вбивства та дізналися, що в Івана було пів села ворогів: у 90-ті він приватизував багато земель, а коли став агрономом району — відмовився ділитися з односельцями. Одного разу хтось навіть підпалив його ферму. Але як знайти людину, яка дійсно бажала смерті Івану Хрущенку? | 22 вересня 2020   |
| 16           | «Цінний екземпляр». Цього разу слідчі ОСА розслідують загадкове вбивство відомого актора Олексія Смирнова. Тіло Олексія знайшла його наречена, яка прийшла додому після нічної зміни на роботі. Дівчина повідомила слідчим ОСА, що в квартирі нічого не пропало, окрім старовинного хронометра. Також в квартирі Смирнова було виявлено відбитки пальців колишнього ув'язненого Геннадія Павлова. Однак на допиті Геннадій зізнався, що лише допомагав старому другові з новою роллю — Олексій мав зіграти зека. Тоді хто й навіщо вбив актора? | 22 вересня 2020   |
| 17           | «Спис мовчання». Співробітники ОСА розслідують загадкове вбивство Соломії Деркач. Тіло дівчини було знайдено в лісі — Соломію двічі прокололи списом. Слідчі з'ясували, що Соломія — професійна спортсменка і займається … метанням списа! Щоб більше дізнатися про життя дівчини, детективи вирушили до матері Соломії. Мати Соломії розповіла, що їхня родина живе бідно, але останнім часом донька стала приносити додому великі суми грошей. Їм навіть вистачило на поїздку до Туреччини та нові гаджети. Але звідки у дівчини взялися такі гроші? І чому вона постійно згадувала в розмовах якусь «істоту»? | 23 вересня 2020   |
| 18           | «Квиток в один кінець». Ірину Прядко смерть наздогнала на могилі батька. Невідомий застрелив дівчину в упор, а на місці злочину залишив кепку. Детективи ОСА з'ясували, що в Ірини були конфлікти з мачухою Ноною, яка нічого не успадкувала після смерті чоловіка. Всі заощадження та квартира Володимира дісталися Ірині. Детективи вирушили допитати Нону, і виявилося, що жінка займається окультизмом і таким чином хотіла відібрати спадщину. І перед смертю Ірини провела ритуал на смерть… Але слідчі ОСА не вірять в магію, тому знайдуть справжнього вбивцю Ірини Прядко. | 23 вересня 2020   |
| 19           | «Зірка за кермом». На цей раз слідчі ОСА розслідуватимуть жахливе ДТП, в якому загинула відома актриса Анна Руденко. Машину дівчани збив інший автомобіль, який одразу зник з місця аварії. У крові актриси не виявлені ні алкоголь, ні наркотики, але незадовго до аварії у Анни був незахищений секс. Чоловік актриси Святослав зізнався, що не бачив дружину два дні, а значить Анна йому зраджувала. Також Червона виявила, що в машині Руденко був перерізаний один з шлангів, через що Анна не змогла різко загальмувати. А це значить актрису вбили навмисно. Хто і навіщо це зробив? | 24 вересня 2020   |
| 20           | «Таємні пристрасті». У лісосмузі було знайдено тіло Світлани Полянської — дружини відомого бізнесмена Максима Зінкевича. На тілі жертви криміналісти знайшли сліди крові, група та резус-фактор якої збігалися з параметрами крові Максима. Тому перш за все слідчі вирушили саме до нього. Але істотних доказів для затримання чоловіка детективи так і не знайшли. Здавалося б, розслідування зайшло в глухий кут. Але виявилося, що криміналіст Стас знайомий зі Світланою — дівчина була його першим коханням. Бажання будь-що-будь спіймати вбивцю своєї подруги змусило Стаса копати глибше в цій безнадійній справі. Чи зможе він відновити справедливість і посадити винного? | 24 вересня 2020   |
| 21           | «Брудні таємниці». Мазур — скандальний журналіст, чиє тіло було знайдено в його комунальній квартирі. Чоловік помер через множинні ножові поранення, і головним підозрюваним став сусід журналіста — сантехнік Матвій Смірненко. Саме його відбитки пальців знайшли слідчі на знарядді вбивства. Здавалося б, справа розкрита. Але співробітники ОСА не поспішатимуть з висновками та почнуть копатися в минулому Мазура, щоб з'ясувати, хто й навіщо насправді вбив журналіста. | 28 вересня 2020   |
| 22           | «Зигзаг смерті». У страшному ДТП загинув депутат обласної ради Євген Артамонов. Докази вказують на те, що аварія була підстроєна — провід в блоці подушки безпеки водія був перерізаний. Спрацювала тільки пасажирська подушка, на якій слідчі ОСА знайшли сліди від помади. На допит детективи викликали дружину Артамонова Вікторію, яка розповіла, що знала про коханку чоловіка Тамілу. І ймовірно саме вона була в машині Євгенія в той фатальний вечір. До того ж у дівчини були мотиви для вбивства — Артамонов погрожував відібрати бізнес Таміли через те, що вона почала зустрічатися новим чоловіком після розставання з Євгеном. Чи могла Таміла вбити колишнього коханця заради власного салону краси? | 28 вересня 2020   |
| 23           | «Павутиння зла». Співробітники ОСА розкриють нове загадкове вбивство. Тіло Вікторії Набокової було знайдено розчленованим в передмісті Києва. Жінку розрізали на десять частин, і розкидали їх по лісосмузі. Слідчі ОСА з'ясували, що Вікторію розрізали циркулярною пилкою, а на місці злочину знайшли плями дорогого машинного мастила. Детективи, керуючись лише двома зачіпками, вирушать на пошуки жорстокого злочинця, і з'ясують, хто так холоднокровно розправився з ні в чому не повинною адвокаткою. | 29 вересня 2020   |
| 24           | «Полювання на мисливця». Тіло Олександра Мальцева було знайдено в лісі біля мисливського табору. Убитий був директором меблевого комбінату і в ліс приїхав разом зі своїми співробітниками на корпоратив. На відпочинку також був присутній інспектор, який перевіряв якість обладнання на комбінаті, й Олександр хотів задобрити перевіряючого в цій поїздці. Але вранці невідомий вистрілив Олександру в спину. Детективи ОСА з'ясували, що з комбінатом Мальцева недавно був пов'язаний гучний скандал. Хтось скоїв рейдерську атаку на підприємство з вимогою звільнення Олександра. Чи пов'язаний цей випадок з убивством Мальцева? І чи міг хтось із колег Мальцева виявитися вбивцею? | 29 вересня 2020   |
| 25           | «Удавка для мерця». Смерть українського журналіста Олександра Яблунівського сколихнула громадськість. Тіло Олександра знайшов його брат Микола, й все виглядає, як самогубство, — журналіст нібито повісився. Генерал-майор Борис Борисович Мовчан не вірить в цю версію і доручає ОСА розслідування смерті Олександра. Детективи встановили, що Яблунівський був мертвий задовго до того, як його тіло опинилося в зашморгу. Тепер залишилося з'ясувати, хто й навіщо вбив журналіста, який займався найбільш резонансними розслідуваннями в країні. | 30 вересня 2020   |
| 26           | «Знаки». Вбито прокурора Сидоренко Семена Петровича та його дружину Людмилу Степанівну. Тіла своїх батьків знайшла донька Яна, яка приїхала їх відвідати. На місці злочину слідчі ОСА знайшли слід від черевика вбивці та його волосся. Також на стінах і дзеркалах квартири злочинець намалював окультні знаки невідомого походження. Детективи відпрацьовують дві версії: ритуальне вбивство та помста одного з зеків, який опинився у в'язниці завдяки Сидоренко. Або ж це просто хитромудра схема вбивці, щоб повести детективів хибним шляхом? | 30 вересня 2020   |
| 27           | «Вільне падіння». Детективи ОСА розслідують смерть Георгія Бобкова — ректора економічного університету. Все виглядає, як самогубство, оскільки чоловік просто викинувся з вікна. Але проректор університету впевнений, що його друга вбили. За годину до смерті Георгій запросив колегу на каву, щоб обговорити навчальний план. Слідчі ОСА також прийшли до висновку, що Георгій помер не сам. У його крові був виявлений дешевий антигістамінний препарат «Прозін», в той час, як в будинку Бобкова були знайдені більш ефективні ліки «Лістин». До того ж свідки стверджують, що чоловік не кричав під час падіння, а це означає, що Георгій швидше за все був без свідомості. Хто й навіщо захотів позбутися Бобкова? | 1 жовтня 2020     |
| 28           | «Смерть антиквара». Тіло П'єра Ессьєна було знайдено на лавочці в парку. Чоловіка задушили паском, а з пальця зірвали дорогий перстень. Ессьєн прибув в Україну для зустрічі з партнером по бізнесу Романом Єрмоловим. Роман розповів, що П'єр був дуже відомою персоною у світі антикваріату — йому належало безліч антикварних лавок по всьому світу. Єрмолов же постачав Ессьєну українські коштовності. Чи може вбивство бельгійця бути пов'язано з його діяльністю? | 1 жовтня 2020     |
| 29           | «Реальні гроші». Артема Наварова вбив снайпер, коли той проводив час з Лілією Жук. Жінка впевнена, що це зробив її чоловік Петро. Попри те, що Петро працював у сфері IT, він захоплювався полюванням і знав, як поводитися з рушницею. Шугаєву також вдалося з'ясувати, що на комп'ютері Наварова був запущений вірус, завдяки якому невідомий віддалено читав пошту Артема. Детективи викликали на допит Петра Жука, але виявилося, що у чоловіка є залізне алібі на момент смерті Наварова. Тоді хто ж убив Артема? | 5 жовтня 2020     |
| 30           | «Тіло на мільйон». Детективи ОСА розслідують загадкове ДТП. Машина врізалася в ліхтарний стовп, а водій втік з місця аварії. В автомобілі слідчі виявили білий порошок, а в багажнику — труп. Детективам вдалося з'ясувати, що жертва — власник машини, а за кермом в ніч аварії знаходився басист української рок-групи. Однак на допиті хлопець зізнався, що викрав автомобіль, щоб покрасуватися перед фанатками. Тоді хто вбив власника авто, а потім поклав його труп в багажник? | 6 жовтня 2020     |
| 31           | «Столична русалонька». Тіло Світлани Глушко було знайдено в лісосмузі недалеко від Києва. Всі докази свідчать про те, що дівчину втопили, але в даних околицях немає ніяких водойм. Більш того, в легенях Світлани, а також у волоссі та на одязі Шугаєв і Небесна виявили велику кількість солі, а це означає, що дівчину втопили в морській воді. Стасу також вдалося з'ясувати, що сіль на тілі Світлани з Мертвого моря — але як таке можливо? Невже дівчину вбили в іншій країні й привезли труп в передмістя Києва? | 7 жовтня 2020     |
| 32           | «Алергія на життя». Тіло Баченко Тетяни знайшла покоївка в номері готелю. За всіма ознаками жінку задушили, а покоївка розповіла слідчим, що бачила з Тетяною молодого хлопця напередодні вбивства. Детективи склали фоторобот, і колишній чоловік Тетяни впізнав в ньому підлеглого дружини Віталія. З'ясувалося, що Віталій і Тетяна були коханцями, але нещодавно хлопець кинув жінку, бо зустрів нове кохання. Тетяна почала мстити Віталію, і він навіть погрожував вбити її, якщо вона завадить його новим стосункам. Тим часом Небесній вдається з'ясувати справжню причину смерті Баченко — в її сироп від кашлю хтось додав антибіотик, на який у Тетяни була алергія. Невже колишній коханець міг піти на вбивство, аби позбутися нав'язливої начальниці? | 8 жовтня 2020     |
| 33           | «Чужі секрети». Убита директорка жіночої елітної клініки Надія Зікун. Напередодні смерті жертва зателефонувала в поліцію і повідомила, що її збирається вбити якась жінка. Однак слідчі виявили дивну річ — в крові Надії був занадто низький рівень адреналіну як для людини, яка знаходиться в стані стресу. Слідчі також з'ясували, що Надія займалася неофіційною лікарською практикою — жінка робила незаконні аборти на пізніх строках і продавала дітей. Чи може вбивство бути якось пов'язане з її підпільною діяльністю? | 12 жовтня 2020    |
| 34           | «Справедливий суддя». Бізнесмена Віктора Коркушка застрелили з пістолета Макарова у власному кабінеті. Коркушко — відомий наркоторговець, який нелегально торгував великими партіями героїну. Бізнесмен вже давно був в розшуку, але через вбивство його помічника Максима Хованського заліг на дно. У кабінеті Коркушко детективи знайшли відбитки Костянтина Щура, який нещодавно вийшов з в'язниці. На допиті він розповів, що колись сів замість Віктора за грошову винагороду, але Коркушко його кинув. Так чи міг би Щур вбити наркоторговця за те, що той не додержав слова? | 13 жовтня 2020    |
| 35           | «Жертвоприношення». Невідомі викрали 10-річного Максима прямо з квартири, поки його мама була на роботі. Викрадачі не залишили ніяких слідів на місці злочину, окрім тальку на кнопці дзвінка, який використовують для виготовлення гумових рукавичках. Виявилося, що пропав ще один хлопчик Славко — ровесник Максима. Слідчі з'ясували, що у хлопчиків однакова група крові та обидва вони лікувалися в одній і тій самій лікарні. Невже Максима та Славіка, а також інших дітей, які нещодавно пропали, викрали для чорної трансплантології? | 14 жовтня 2020    |
| 36           | «Спадкоємці». У лісі рибалка знайшов тіло невідомої дівчини. Більш того, чоловік застав ймовірного вбивцю поруч з жертвою, але тому вдалося втекти. Детективи, які прибули на місце злочину, знайшли біля трупа кілька мішків — вбивця ймовірно збирався розчленувати дівчину. У жертви було кільце, зроблене на спецзамовлення у ювеліра Володимира Загороднюка. Майстер розповів Шаблію, що виріб замовив Леонід Шовкопляс. Слідчі вирушили до будинку чоловіка, але знайшли лише його труп. А також сумочку вбитої дівчини — нею виявилася туристична агентка Марина Котенко. Від вбивці залишився лише кривавий слід на килимку біля дверей. Кому він належить та хто вбив Леоніда та Марину? | 15 жовтня 2020    |
| 37           | «Недитячі забавки». Вбито Олександра Вернигору — заступника головного лікаря приватної флебологічної клініки. В Олександра залишилася дружина Ірина та 4-річний син. Слідчі з'ясували, що Ірина кожного дня листувалася зі своїм коханцем — студентом Кирилом Трофименком. Але Кирило та Ірина надали залізне алібі, і детективам довелося шукати нових підозрюваних. Виявилося, що в Олександра були конфлікти з начальником — головним лікарем клініки Жуковим. Вернигора писав дисертацію, щоб отримати місце боса, і можливо Жуков міг вбити конкурента. Але чи так це насправді? | 19 жовтня 2020    |
| 38           | «Божевільний спадок». Інні Гончарук ввечері приходить смс з моторошним змістом: «Убий свого батька». Наступне, що пам'ятає дівчина, — вона стоїть із закривавленим ножем у руці, а її тато Юрій намагається заспокоїти доньку. Детективи дізналися, що дівчина довгий час лікувалася від депресії, а її мати страждає на шизофренію. Так невже донька успадкувала психічний розлад і вона дійсно намагалася вбити власного батька? Або ж Інна симулювала симптоми з певною метою? | 20 жовтня 2020    |
| 39           | «Убивча кава». Власника шлюбної агенції та його секретарку отруїли ціанідом, який підсипали в кава-машину. Дівчина померла на місці, а Дениса вдалося врятувати. Але чоловік знаходиться у важкому стані, тому допитати його поки що не можна. Детективам вдається з'ясувати, що у Колесника давній конфлікт з бізнес-партнером Едуардом, який хотів перетворити їхню спільну шлюбну агенцію на елітний бордель. Невже Едуард вирішив отруїти Дениса заради нелегального бізнесу? | 21 жовтня 2020    |
| 40           | «Справа принципу». Отруїли Костянтина Скорика — лідера громадської екологічної організації Зелена веселка. До лікарні чоловіка доставили у важкому стані, й медики борються за його життя. Але ось що дивно — про замах на вбивство повідомила телефоном невідома дівчина. Дзвонили з лікарні, але встановити особу аноніма так і не вдалося. Так хто ж спробував вбити еко-активіста? | 22 жовтня 2020    |
| 41           | «Зважені та вбиті». Убита Ксенія Шестак — дівчину задушили, після чого повісили. Злочин міг скоїти як чоловік, так і жінка, адже жертва важила всього 47 кілограмів. Детективи ОСА з'ясували, що Ксенія була коханкою Андрія Нікішина, з дружиною якого Шестак разом ходила в групу анонімних товстунів. Голова групи розповів, що дівчина перестала відвідувати групу на якийсь час, а коли повернулася, що важила вже на 45 кілограмів менше своєї звичайної ваги. Також слідчі дізналися, що не тільки Шестак була коханкою Нікішина, але й ще одна дівчина з групи — Світлана Коршун. Але незабаром детективи знайшли мертвою і її… Так хто ж вбиває членів групи анонімних товстунів? Невже ревнива дружина Нікішина? | 26 жовтня 2020    |
| 42           | «Змія за пазухою». ОСА знову розкриє заплутаний злочин. Дмитро та Анастасія — розлучені батьки маленького Іллі. Напередодні зникнення хлопчика вони не змогли домовитися про те, хто забере сина з музичної школи, і Іллі довелося йти додому самостійно. І в одному з темних провулків хлопчика викрав невідомий… Анастасія відразу ж отримала записку з вимогою заплатити 200 000 доларів викрадачеві, і дівчина звернулася за допомогою до ОСА. Детективам доведеться з'ясувати, хто й навіщо викрав маленького Іллю. | 27 жовтня 2020    |
| 43           | «Ціна правди». Убита студентка педагогічного університету Олеся Ткачук — дівчину зарізали в парку. Олеся працювала нянею 3-річного Тимофія — сина Сергія та Анастасії Черненків. Батьки розповіли, що з номера Олесі їм подзвонив невідомий і повідомив, що він викрав Тимофія. За хлопчика злочинець вимагав 10 000 доларів. Для заможної родини Черненків це невеликі гроші, тому Сергія та Анастасію здивувало, що заради такої суми викрадач вбив няню і викрав дитину. Так які ж справжні мотиви бандита? | 28 жовтня 2020    |
| 44           | «Аромат смерті». Троє невідомих вбили Юлію Мішину в її власному заміському будинку. Злочинці встромили в тіло дівчини металевий лом, і жертва годину стікала кров'ю, перш ніж померти. Юлія була на сьомому місяці вагітності, і медики намагаються врятувати життя малюка. Тим часом детективи намагаються встановити особи трьох убивць, чиї відбитки пальців були знайдені на місці злочину. Хто вони й навіщо так жорстоко позбулися вагітної дівчини? | 29 жовтня 2020    |
| 45           | «Шкідлива звичка». В одному з київських нічних клубів отруєний Аркадій Очаренко. Хлопець запалив цигарку, в яку була введена шприцом отрута толулен. Слідчі ОСА дізналися, що в Аркадія був конфлікт з другом Романом Уваровим, з яким вони не могли поділити дівчину. Але версію з вбивством через ревнощі довелося відкинути, адже від отруєної сигарети помирає і школяр Влад Стецюк. Детективи з'ясували, що пачки цигарок були куплені в одній мережі заправок. Так хто й навіщо вводить смертельну отруту та вбиває випадкових людей? | 2 листопада 2020  |
| 46           | «Гріхи минулого». Знайдено труп 20-річної Каріни Ткаченко. На дівчині залишилися дорогі прикраси, а це означає, що її вбили не заради пограбування. На руках у дівчини залишилися синці, а під нігтями бруд. Можливо там є і кров вбивці, по якій слідчі зможуть знайти злочинця. Також детективи виявили сліди від двох різних автомобілів на місці злочину, і ймовірно вони стануть ще однією вагомою зачіпкою, яка допоможе знайти злочинця. Хто ж убив Каріну Ткаченко? | 3 листопада 2020  |
| 47           | «Цінний звір». Фахівці ОСА розслідують вбивство Вадима Миколайовича Пушкова. Невідомі викинули чоловіка на узбіччя дороги, де він вдарився головою об бордюр. Криміналісти з'ясували, що Вадим вже був мертвий до того, як опинився на асфальті — він отруївся соляною кислотою. Вдова Вадима розповіла, що чоловік був залежний від азартних ігор і в покер програв всі свої заощадження, гроші дружини, а також кошти, що належать його компанії. Так чи може бути таке, що Пушкова вбили через борги? Або ж вбивця хотів, щоб все виглядало саме так? Це й доведеться з'ясувати детективам ОСА. | 4 листопада 2020  |
| 48           | «Спляча красуня». Вбита студентка Олена Котова — дівчина вчилася на еколога та писала курсову про лісопаркові зони в мегаполісах. Напередодні Олена обідала в кафе, й Римар вирушив на допит співробітників. Офіціант розповів, що студентка була постійною відвідувачкою та часто приходила з чоловіком, якого називала професором. Тим часом Марія Небесна оглянула труп дівчини та з'ясувала, що Олену вбили дивним предметом, не схожим ані на ніж, ані на кинджал. Тоді що ж було знаряддям вбивства? І чи пов'язаний з цим таємничий професор? | 5 листопада 2020  |
| 49           | «Шалені коханці». Убита Анастасія Марчук — дівчину в парку знайшов Ілля Грачов, який розповів слідчим, що не знайомий з жертвою. Однак пізніше виявилося, що Ілля і Настя зустрічалися, і напередодні смерті дівчини пара сильно посварилася. Ілля розповів, що ревнував Анастасію до її начальника Віталія Данилюка, але сам Віталій відмовився визнавати, що у нього був роман з убитою. Однак детективи ОСА знайшли у квартирі Данилюка шарф, яким була задушена Марчук. Чи справді Віталій вбив свою коханку? | 9 листопада 2020  |
| 50           | «Химерний портрет». Убитий Сергій Сергійович Бахрушин — член асоціації українських художників. Телефону і гаманця при Бахрушині детективи не виявили, а значить чоловіка могли вбити заради пограбування. Римар і Косач вирушили до особняка Сергія Сергійовича, де знайшли безліч його картин. Виявилося, Бахрушин продавав свої роботи за величезні гроші, й на його банківському рахунку понад 150 000 доларів. Так кому ж знадобилося вбивати відомого художника? | 10 листопада 2020 |
| 51           | «Могила для мавра». На ділянці біля дачі композитора Антона Тірелецького знайдений скелет невідомого чоловіка. Труп закопали імовірно в 1996 році, і завдяки програмі, яка моделює обличчя по черепу, Небесна встановила, що скелет належить чоловікові африканського походження. Детективи дізналися, що в 1996 році Марія Крушинська написала заяву про зникнення свого хлопця Джуліуса Юруба. Слідчі припустили, що громадянина Нігерії міг вбити батько Марії, який був проти їхнього союзу. Але чи так це насправді? | 11 листопада 2020 |
| 52           | «Скажений детектив». У Києві зафіксовано п'ять випадків сказу з летальним кінцем. Першою була бухгалтерка Антоніна Шкуренко, другою — касирка Лариса Пасько, а також пенсіонерка Любов Киркова, дембель Назар Фесенко і сантехнік Любомир Любський. Детективам доведеться з'ясувати, що об'єднувало всіх цих людей і де та як вони могли заразитися сказом. Чи зможуть слідчі ОСА встигнути розкрити цю справу, поки в місті не з'явилися нові жертви? | 12 листопада 2020 |
| 53           | «Отруєння немовлят». Людмила Гришко працювала нянею 6-місячного сина заможної пари Олега та Олени Лазоренків. Але одного разу дівчина знайшла маленького Микиту мертвим в ліжечку… Детективам вдалося встановити, що дитину отруїли миш'яком, який додали за допомогою шприца в поживну суміш. У няні Микити був мотив для вбивства, адже у неї був роман з Ігорем, і дівчина могла бажати смерті дитині, щоб після розлучення Лазоренко не платив аліменти. Чи дійсно Людмила пішла на такий крок заради грошей? | 16 листопада 2020 |
| 54           | «Фото, ціною в життя». Детективи розслідують ДТП, в якому загинув Микола Ходоров — відомий фотокореспондент. Небесна з'ясувала, що причиною смерті Миколи була не аварія, а асфіксія, бо на його шиї залишилася широка борозна від удушення. Під нігтями убитого також були виявлені частинки епітелію невідомої людини, а на закривавленому обличчі — відбитки пальців. Виявилося, що вони належать ще одному папараці — Сергію Божку. Невже Сергій вбив колегу, щоб роздобути сенсаційні кадри, які були у Миколи? Це і спробують з'ясувати детективи. | 17 листопада 2020 |
| 55           | «Виховання кайданами». На дні річки знайдено тіло невідомої 16-річної дівчинки. Жертву спочатку насильно протримали під водою, поки вона не захлинулася, після чого її тіло викинули в воду, де воно й пробуло 10 годин. Шугаєв знайшов заяву про зникнення Каріни Самохової, яка дуже схожа на знайдений труп. Гайворон і Червона вирушили до матері Каріни, яка впізнала в жертві свою доньку. Небесна також з'ясувала, що Самохова була на 5-му тижні вагітності на момент смерті. Чи може цей факт бути якось пов'язаний з вбивством Карини? Це і доведеться з'ясувати детективам ОСА. | 18 листопада 2020 |
| 56           | «Зашморг з минулого». Спеціалісти ОСА намагаються розкрити злочин, який налякав все місто. Невідомий задушив, а пізніше повісив дитину — Микиту Хомко, якому нещодавно виповнилося 8 років. До тіла хлопчика була прив'язана табличка з загадковим написом «Полонений 2». Напередодні смерті хлопчик йшов до школи, однак самого Микиту знайшли в старому будинку. Косач припустила, що вбивство Микити — це помста. Але за що і кому? На це непросте запитання і доведеться відповісти фахівцям ОСА. | 19 листопада 2020 |
| 57           | «Подвійна комбінація». Спеціалісти ОСА візьмуться за нову складну справу. Знайдено тіло Юрія Леончука — вчителі фізкультури. Чоловіка знайшли школярі, які припустили, що його могли вбити конкуренти. Підлітки розповіли детективам, що Юрій був наркобароном, а їхня школа — найкримінальніша в місті. Директор навчального закладу також розповів, що в школі був нещодавно інцидент: один з учнів помер від передозування, і його батько звинувачував у цьому Леончука. Чи можливо що вбитий горем батько міг помститися наркоторговцеві? | 23 листопада 2020 |
| 58           | «Важлива роль». До ОСА потрапило дивне відео Василя Тарасовича Герасименко. Літній чоловік вважає, що його сусідку Лідію Петренко вбили за житлову площу. І що його самого теж скоро вб'ють. Запис надіслала юридична фірма, яка за умовами повинна була відправити відео в правоохоронні органи на випадок, якщо Герасименко не вийде на зв'язок через тиждень. Слідчі підозрюють, що і Василь Тарасович, і Лідія стали жертвами житлових аферистів. Але чи так це насправді? Це спробують з'ясувати детективи. | 24 листопада 2020 |
| 59           | «Вбивчі секрети». Фахівці ОСА розслідують загадкове вбивство одинадцятикласниці Анастасії Царевич. Дівчину задушили паском її власного тренча, а на місці злочину знайдені три пари слідів від черевиків. Детективам вдалося встановити, що одні з них належать кавалеру Насті Юрію Болоцькому, а другі — коханцеві її матері Сергію Білоусу, який мав інтимні стосунки й з самої Анастасією. Але кому належить третя пара слідів? І хто вбив школярку? | 25 листопада 2020 |
| 60           | «Погана спадковість». Ольга Косач береться за розслідування пропажі Лізи Недільської — доньки професора Недільського, який зараз перебуває в США на конференції з нанотехнологій. Бабусі Лізи приходить записка з вимогою 20 000 доларів в обмін на життя дівчини. Детективи ОСА знаходять на записці сліди від амфетаміну, яким любить зловживати мати Лізи Ніна. Слідчі вирушають до неї додому і знаходять у квартирі Ніни зошит Лізи. Так невже мати викрала власну доньку заради грошей? | 26 листопада 2020 |
| 61           | «Послання з минулого». В офіс ОСА приходить незвичайна посилка. Хтось надіслав поштою пачку від сигарет, в якій знаходився відрізаний палець. Детективам вдається встановити, що палець належить Анні Івченко — доньці покійного Андрія Івченка, з яким колись разом працював підполковник Шаблій. Слідчі ОСА припускають, що дівчину викрали, й тепер її потрібно знайти якомога швидше, адже Анна хвора на цукровий діабет. Івченко скоро знадобиться новий укол інсуліну, але чи встигнуть детективи знайти її вчасно? | 30 листопада 2020 |
| 62           | «Три товариші». Бездомні знаходять труп поліцейського в сміттєвому баку. Чоловік помер від удару тупим предметом по голові. Обличчя повністю спотворено, так само, як і кисті рук — ймовірно вбивця хотів, щоб особистість жертви неможливо було впізнати. На тілі трупа злочинець навіть звів татуювання, але Шугаєву вдалося встановити, що було набито на тілі. Виявилося, що це стандартне армійське тату, але такі є у тисячі військовослужбовців. Єдина зачіпка — клаптик паперу, який був знайдений в кишені форми убитого. На записці було вказано адресу, за якою і вирушили слідчі ОСА. У квартирі детективи знайшли лише розкидані речі, серед яких була і закривавлена сорочка. Як все це допоможе слідчим знайти вбивцю? | 1 грудня 2020     |
| 63           | «Вбити двох зайців». Особлива слідча агенція займається розслідуванням вбивства будівельного олігарха Олега Малютіна. Чоловік полював в лісі разом зі своїми друзями та партнерами по бізнесу, але раптово отримав кульове поранення в стегно. Не дивлячись на те, що рана була неглибока і не смертельна, Малютін помер від втрати крові. З'ясувалося, що бізнесмен приймав ліки, які знижують згортання крові. Хтось додавав препарат у вітаміни Олега, які він пив щоранку. Невже той, хто вистрілив в Малютіна в лісі, заздалегідь подбав про те, щоб чоловік міг померти навіть від несерйозного поранення? | 2 грудня 2020     |
| 64           | «Відрядження в один кінець». ОСА намагається знайти вбивцю бізнесмена Дмитра Бірюка. Фахівці роблять висновок — чоловік помер від отруєння невідомою речовиною, яка потрапила в його організм через дихальні шляхи. Напередодні смерті Дмитро проводив час з коханкою, яка до того ж працювала на його партнера по бізнесу. Детективи припускають, що Дмитра могли отруїти за допомогою кондиціонера, в який заздалегідь поклали отруту. Так невже коханка вирішила позбутися Бірюка? І навіщо їй це? | 3 грудня 2020     |
| 65           | «Шантажисти». Знайдено обгоріле тіло невідомої дівчини. Докази вказують на те, що жертва була наркоманкою і могла випадково підпалити будинок, в якому загинула. Але розтин показав, що перед смертю дівчину жорстоко побили та сильно налякали, через що її серце зупинилося. Детективам вдається встановити особу загиблої — нею виявилася 14-річна Світлана Малежик. Слідчі ОСА вирушають допитати друга жертви Арсена, але знаходять лише його труп. Хто й навіщо вбив молоду пару? | 7 грудня 2020     |
| 66           | «Пошита справа». У ОСА надходить спеціальне завдання — заново відкрити справу серійного маніяка М'ясника. Сім років тому він вбивав молодих дівчат неймовірно жорстоким способом. М'ясник зашивав ще живих дівчат у свіжі коров'ячі шкури та залишав їх під палючим сонцем. Шкіра швидко стискалася і душила жертв. Сім років тому прокурору вдалося довести, що М'ясником був Ілля Сухенко, який до цього дня відбував покарання за шість вбивств. Але дружині Сухенка вдалося добитися перегляду справи, а його адвокат нібито знайшов нові докази невинності свого клієнта. Так чи правда, що сім років тому спіймали не ту людину? | 8 грудня 2020     |
| 67           | «Трагічна фотосесія». Римар приходить до Ольги Косач з особистим проханням. Пропала його знайома Софія Хабор, яка два дні тому прилетіла зі Швейцарії, але вдома так і не з'явилася. Дівчина зателефонувала мамі з аеропорту і сказала, що хоче пофотографувати нічний центр Києва, тому що готується до виставки в Цюриху. Після цього Софія тільки один раз подзвонила матері та повідомила, що їде додому, але відтоді дівчину ніхто не бачив. Ольга Косач висунула версію, що при Софії був дорогий фотоапарат, дівчину пограбували й зараз вона може просто перебувати десь без свідомості. Але чи так це насправді? | 9 грудня 2020     |
| 68           | «Мова кохання». Знайдено тіло 21-річної Мар'яни Джус — дівчині нанесли декілька ударів в серце гострим предметом, від чого вона і померла. Також на потилиці Мар'яни була велика гематома, ймовірно через удар об стіл. Відразу кілька сусідів Мар'яни розповіли детективам, що напередодні її смерті бачили, як до неї приходила дівчина-блондинка. Слідчим ОСА вдалося встановити її особистість — нею виявилася Валентина Яворська. Мар'яна допомогла Валі знайти італійського нареченого Бруно і на їхньому першому побаченні була присутня як перекладачка. Але між Бруно і Мар'яною зав'язався роман, і Валя прийшла до суперниці додому, щоб з'ясувати стосунки. У дівчат зав'язалася сварка, і вони побилися. Мар'яна втратила свідомість, але була все ще жива, тому Валентина вирішила просто втекти. Тоді хто завдав Мар'яні смертельні удари в серце?                                                    | 10 грудня 2020    |
| 69           | «Згадай якщо зможеш». ОСА намагається знайти вбивцю психотерапевта Бориса Кірова. Чоловік працював у лабораторії пам'яті та займався дослідженнями в цій галузі. Кіров ставив досліди на щурах і славився своїми революційними методами роботи. Останнім часом у психотерапевта було кілька дивних пацієнтів, які намагалися відновити свої втрачені спогади. Кіров знав надто багато таємниць кожного з них, і це могло стати причиною його вбивства. Але як знайти серед декількох божевільних людей того, хто був здатний спланувати злочин? | 14 грудня 2020    |
| 70           | «Привіти з того світу». Від Служби безпеки України надходить спеціальне завдання — з'ясувати причини смерті Кузьменка Романа Вікторовича. ОСА одразу береться за розслідування, і Римар з Гайвороном вирушають на місце трагедії. А в цей час Ольга Косач, Альбіна та Шугаєв роблять припущення, що смерть Романа може бути пов'язана з його минулою діяльністю в КДБ при Радянському Союзі. Так чи дійсно хтось вирішив помститися Кузьменку через стільки років за зламане життя? Це і доведеться з'ясувати детектива ОСА. | 15 грудня 2020    |
| 71           | «Медові вуста». Пенсіонерка Марія Доренко вийшла з дому, щоб купити дитяче харчування для свого онука, і не повернулася. Жінку шукали всім селом, але живою Марію вже більше ніхто не бачив. Її тіло було знайдено в річці, і детективам вдалося встановити, що Марія померла від удушення. Слідчі ОСА починають допитувати односельців Марії та з'ясовують, що пенсіонерка часто сварилася зі своєю невісткою. Невже дівчина дійсно могла піти на вбивство родички? | 16 грудня 2020    |
| 72           | «Жінки зникають вночі». Максим Іванченко знайшов тіло своєї подруги Ірини Маховець у власній квартирі. Дівчину задушили, і Максим одразу ж викликав поліцію. Але коли детективи ОСА приїхали на місце злочину, то трупа на місці не було. На балконі слідчі знайшли спорядження для альпінізму, а під ним — чоловічі сліди на землі. Детективи відразу ж запідозрили у вбивстві брата жертви Руслана, який якраз займався альпінізмом. Чоловік міг бажати їй смерті, щоб не ділити спадок від батьків. Але чи дійсно Руслан міг піти на таке? | 17 грудня 2020    |
| Другий сезон | |                   |
| 73           | «Ненависний батько». Пів року тому Степана Мірошника, викладача університету, звинуватили в педофілії — повзли чутки, що він намагався розтлити неповнолітнього хлопчика. Через те, що кримінальну справу щодо цього інциденту так і не було порушено, тато хлопчика обіцяв помститися Мірошнику. Детективи знаходять труп Степана та його дружини Ольги в їхньому власному будинку. Вбивця вистрелив в голову чоловіка, а також завдав множинні колоті рани в область паху. А експертиза показала, що подібні поранення могла нанести або тендітна дівчина, або дитина. Хто ж все ж таки вбив Мірошника? І чи дійсно він був педофілом? | 8 березня 2021    |
| 74           | «Чужими руками». У в'язниці невідомий снайпер застрелює Ігоря Ханенкова — ув'язненого, який на волі контролював підпільний ринок тютюну, а на зоні вважався бандитом у законі, але недавно відмовився від цього звання й почав співпрацювати зі слідством та ще одного ув'язненого Юрія Полякова. Детективи ОСА припускають, що Ханенкова могли вбити за зраду, але навіщо снайперу знадобилось стріляти в Полякова? Співробітники колонії розповіли детективам, що Юрій був підставним ув'язненим, який міг дізнатися якусь важливу інформацію в співкамерників. | 9 березня 2021    |
| 75           | «Помилкова помста». З села Іванівка в поліцію подзвонила Валентина Сергіївна, щоб повідомити про злочин. На її очах невідомий убив її сусіда. Але коли оперативники прибули за вказаною адресою, то не знайшли тіло. ОСА не стала б братися за цю справу, але виявилося, що Валентина — сусідка тітки підполковника Шаблія. Детектив пообіцяв родичці розібратися в цій справі, й разом з Римаром вони вирушили на допит Валентини. Чи справді жінка стала свідком вбивства, чи їй це просто привиділося? | 10 березня 2021   |
| 76           | «Залежність». У центрі Києва в люку знайдені два тіла. Медикам вдалося врятувати життя дівчини, а ось чоловікові не пощастило. Жертва була задушена поліетиленовим пакетом, а перед цим вбивця зламав чоловікові хребет. Також в куртці загиблого було знайдено героїн поганої якості, при цьому в його крові наркотичних речовин не виявлено. У детективів є всього одна зачіпка — клаптик якогось документа, на якому стоїть печатка скандального забудовника ТаланКиївБуд. Який зв'язок між цією компанією та жертвами? | 11 березня 2021   |
| 77           | «Двічі вбитий». Детективи ОСА готові узятися за новий заплутаний злочин під керівництвом влади. На вулиці знайдено тіло Артема Лащенко, чия голова швидше нагадувала криваве місиво. Слідчі припускають, що на голові Артема вибухнули навушники. Виробники модного гаджета тепер побоюються за свою репутацію. Їм доведеться або відкликати всю партію навушників, або взагалі закривати виробництво в Україні. Уряд країни боїться другого варіанту, оскільки закриття фабрики завдасть шкоди економіці України. Детективам ОСА потрібно зрозуміти, хто насправді винен у смерті Артема. | 15 березня 2021   |
| 78           | «Злочин на мільйон». Цього разу фахівці ОСА розслідуватимуть пограбування будинку заможного бізнесмена під час якого вбили його 17-річного сина. Слідчі впевнені, що за цим стоїть банда гастролерів, адже це вже 10 випадок нападу на заможні будинки. Проте досі злочинці нікого не вбивали, лише залишали всі цінні речі. Постраждалий бізнесмен пообіцяв мільйон гривень тому, хто знайде вбивцю його єдиного сина. Така гучна заява ускладнила процес розслідування, адже з'явилося багато псевдоінформаторів, які бажають отримати легкі гроші. Чи вдасться найкращим слідчим розкрити справу та спіймати банду? | 16 березня 2021   |
| 79           | «Тонкий розрахунок». Олена Сергіївна 45 років пропрацювала в школі. За віддану працю вона отримала звання Заслуженого вчителя України, яке їй вручив сам міністр освіти. Жінка дуже пишалася отриманою нагородою і залюбки приймала привітання від друзів. Проте святковий вечір обернувся жахливою трагедією: Олену Сергіївну вбили. Хто і навіщо розправився з учителькою? Детективи ОСА припустили, що вбивцею міг бути племінник загиблої, який мав успадкувати її квартиру в центрі міста. Проте згодом з'ясувалося, що в день смерті учителька змінила заповіт і переписала майно на свою ученицю. Чи вдасться слідчим розкрити заплутану справу? | 17 березня 2021   |
| 80           | «У пошуках майора». Несподівано зникає майор Гайворон. Ярослав пішов у відпустку і не повернувся. Колеги вже два дні намагаються додзвонитися йому, але Гайворона нема на зв'язку. Косач почала підозрювати недобре. Навряд чи майор вчинив би так безвідповідально, якби у нього не було вагомої причини пропадати зі зв'язку. ОСА взялася за пошуки зниклого колеги. Останнім часом Ярослав часто дзвонив дівчині на ім'я Міла і для чогось їздив в тренажерний зал в іншому місті. Що його пов'язує з цією дівчиною? І в які неприємності встиг втрутитися Ярослав, поки відпочивав? | 18 березня 2021   |
| 81           | «Підрізані крила». Політ на парашуті для чоловіка мав виявитися фатальним, адже він ледве не розбився від раптового приземлення. Однак трапилося чудо: бідолаха вижив і почав одужувати. Працівникам ОСА вдалося поспілкуватися з лікарем покійного. Він розповів, нещасний випадок із парашутом міг бути замовним вбивством. Хто міг спланувати такий злочин? І чи були в чоловіка вороги, яким було вигідна його смерть? | 22 березня 2021   |
| 82           | «Пророцтво Белли». Знайдено тіла двох поліцейських — капітана Олега Чубіна і лейтенанта Івана Шинкарука. Їхня машина врізалася в дерево через те, що водій не впорався з керуванням. Фахівці ОСА встановлюють, що Олег та Іван загинули від отруєння анабазоком, який потрапив в їхні тіла через шкіру рук. Отрута була знайдена на банкнотах, які поліцейські забрали з місця злочину. Раніше вранці Чубін і Шинкарук виїжджали на виклик Валентини Бондаренко — жінка знайшла тіло ясновидиці Белли в її власній квартирі. Як і чому отруєні купюри опинилися у квартирі загиблої? | 23 березня 2021   |
| 83           | «Підрізані крила». ОСА намагається знайти вбивцю мільйонера Захара Борисова. Чоловік володіє заводом з оброблення дерева, а також є главою мережі меблевих магазинів. На його тілі детективи знайшли гематоми та подряпини, а на шиї — слід від дула пістолета. Римар вирішує з'ясувати, чи були у Борисова вороги у сфері бізнесу. Однак підлегла Захара, з якою він ділився особистим, розповіла, що Борисов збирався розлучатися з дружиною. Жінка втратила б гроші, майно і частку в бізнесі, а тому цей факт міг би стати мотивом для вбивства. | 24 березня 2021   |
| 84           | «Смерть серед манекенів». ОСА отримує спеціальне завдання від Міністерства — знайти доньку високопоставленого чиновника Ірину. Її чоловік отримує жахливий дзвінок з номера телефону дружини, але в трубці чує лише моторошний чоловічий голос, який повідомляє, що Ірина викрадена. За її життя злочинець вимагає 200 тисяч доларів. Детективам стає відомо, що Ірина зраджувала чоловікові одразу з кількома чоловіками. Деяким з них вона спеціально позичала великі суми грошей, щоб потім шантажувати. Можливо, хтось із них вирішив викрасти Ірину, щоб її заможна родина допомогла йому закрити борги перед коханкою. | 25 березня 2021   |
| 85           | «Небезпечна трійця». Три зловмисники намагалися проникнути в одну з машин, але охоронець відреагував моментально і викликав поліцію. Патруль приїхав в лічені хвилини, але в перестрілці загинув один зі співробітників органів правопорядку. Також на місці події була знайдена зв'язана жінка — Олена Пронько. Вона розповіла, що злочинці привезли її на стоянку, щоб вона показала машину Єгора Щурова — чоловіка, з яким Олена нещодавно познайомилася. Однак авто, яке намагалися «вскрити» зловмисники, належало не Єгору, а якомусь Вікентію Зоря. Що пов'язує його з таємничим Єгором? | 29 березня 2021   |
| 86           | «Жінка у вікні». У власній квартирі вбита Лілія — жінка стояла біля вікна, як раптово її тіло пронизала куля. Слідчі ОСА виїхали на місце злочину та у дворі будинку Лілії в одному з авто знайшли ще один труп. При чоловікові були документи — жертвою двох вогнепальних поранень в голову виявився приватний детектив Анатолій Коваль. Під його машиною детективи також знайшли жіночу сумочку з квитанцією на прізвище якоїсь Решетової. Як Лілія, Анатолій і власниця квитанції пов'язані між собою? Чи виявиться це справа по зубах кращим детективам України? | 30 березня 2021   |
| 87           | «Діти з холодильника». Жертвою нового вбивства стала лікарка-репродуктологиня. Жінка мала стати номінанткою на Нобелівську премію. Олена була успішною особистістю та професіоналом своєї справи. Свідком її вбивства став керівник клініки, в якій працювала загибла. Криміналіста, який допитав чоловіка, спантеличило тісне спілкування колег. Але співрозмовник запевнив: між ним та Оленою були виключно робочі відносини. Невже чоловік мав наміри позбавити можливу коханку життя? Чи власник клініки сказав правду та жінка справді мала ворога? | 31 березня 2021   |
| 88           | «Спадкоємець залізного трону». ОСА займається пошуками вбивці десятимісячного Ореста Болотенка. Хлопчика отруїли сильним барбітуратом — препаратом фенотаб. Під підозру потрапляє акушер-гінеколог Роман Федоренко, який допоміг Алісі Болотенко зачати Ореста за допомогою ЕКЗ. Також мотив для вбивства був і у сестри Аліси Лілії. Орест був спадкоємцем «залізного трону» свого дідуся, а це означає, що Лілі після смерті батька не дісталося б нічого. Але хто ж насправді вбив Ореста і навіщо? | 1 квітня 2021     |
| 89           | «Пограбування з ароматом». Співробітники ОСА виїжджають в офіс інтернет-магазину елітної парфумерії. Директор Ігор Кириченко розповів слідчим, що приїхав вночі, щоб забрати виторг з сейфа, але натрапив лише на розгромлене приміщення. Ігоря Васильовича мав дочекатися його бухгалтер, але він безслідно зник, так само, як і адміністратор магазину. Але незабаром їхні тіла знаходять на горищі цієї ж офісної будівлі — чоловіків жорстоко вбили. Так хто ж вкрав всі гроші з магазину і заради наживи пішов на подвійне вбивство? | 5 квітня 2021     |
| 90           | «Золотий фенікс». Викрадений 22-річний Микита Чекунов. З його номера злочинці подзвонили його матері та батьку і вимагали 100 000 доларів. Однак Григорій Чекунов впевнений, що все це справа рук його колишньої дружини Галини й самого Микити. Григорій пішов з сім'ї до молодої коханки Наталі, яка теж зникла, і має на думці, що Галина і Микита хочуть таким чином забрати у нього гроші. Але чи так це насправді? Або ж Наталя і Микита дійсно в руках небезпечного злочинця? Це спробують з'ясувати детективи ОСА. | 6 квітня 2021     |
| 91           | «Мамина донька». На вулиці знайдено тіло Василя Кізляка — чоловікові пробили голову арматурою. У його кишені детективи знайшли фото маленької дівчинки, і пізніше їм вдається встановити її особистість — Таня Сніжківська. Мати дівчинки розповіла слідчим, що Василь — біологічний батько Тані, про якого Ганна дочці ніколи не розповідала. Однак подруга Тані Анфіса зізналася, що дівчинка періодично зустрічалася зі своїм батьком, який до того ж часто дарував їй подарунки. Але коли школярці показали фото Василя, Анфіса не впізнала в ньому людину, яку бачила поруч з подругою. Так хто ж насправді спілкувався з Танею? І де дівчинка зараз? Все це з'ясують детективи ОСА. | 7 квітня 2021     |
| 92           | «Морозний квест». Група підлітків знайшла в парку замерзле тіло Маргарити Маруняк — співробітниці місцевого супермаркету. Детективи ОСА знаходять біля тіла дівчини сліди від автомобільних шин. Це означає, що швидше за все Маргариту, вже без свідомості, привезли на це місце. Експертиза показала, що на простому столичному холоді тіло Ріти не змогло б так сильно промерзнути. Також на куртці жертви знайдена кров відразу декількох тварин — свині, курки та корови. Що ж сталося з нещасною дівчиною? | 8 квітня 2021     |
| 93           | «Невчасна смерть». У своїй квартирі знайдена вихователька дитячого садка Ярослава Заєць — тіло дівчини висіло в зашморгу. Тарас Римар припустив, що дівчина зробила самогубства через розставання з хлопцем. Але виявилося, що її коханий Артем Захарчук дзвонив Ярославі після її смерті та навіть надсилав милі повідомлення. А незабаром з'ясувалося, що загинув і Артем — хлопця кілька разів переїхала машина. Що ж пов'язує ці дві трагічні смерті? Це і з'ясують детективи ОСА. | 12 квітня 2021    |
| 94           | «Чаша терпіння». У сауні застрелені двоє чоловіків з кримінальним минулим — Ігор Момот та Вадим Харченко. Повії Ілона і Вероніка, які часто приїжджали до убитих, повідомили слідчим ОСА, що раніше з Момотом і Харченко відпочивав ще й третій чоловік. Вони склали фоторобот, і виявилося, що це адвокат Ігоря і Вадима Денис Саєнко. Юрист розповів, що місяць назад Момота звинувачували в пограбуванні та вбивстві Володимира Каноненко, однак Ігор надав алібі. Але донька жертви Антоніна впевнена, що саме він позбавив життя її батька. Чи могла дівчина так холоднокровно помститися злочинцям? Це спробують дізнатися детективи ОСА. | 13 квітня 2021    |
| 95           | «Що посієш, те й пожнеш». Валерій Дяченко приходить до тями на вулиці і розуміє, що хтось видалив йому тестікули. Валерій розповів, що у нього було багато жінок і одна з них дійсно могла спробувати йому помститися. Детективи знаходять нову жертву — 58-річного Івана Собка. Чоловіка теж кастрували, але через больовий шок і крововтрату Іван помер. Що ж об'єднує цих чоловіків? І невже в місті з'явилася маніячка, яка намагається за щось помститися чоловікам? Це і доведеться з'ясувати детективам ОСА. | 14 квітня 2021    |
| 96           | «Викрадачі мертвих». До Ольги Косач за допомогою звернулася дружина бандита Надія Масколенко. Вночі її чоловік пішов охороняти склад боса — кримінального авторитета Сергія Половинка на прізвисько «Говерла». На наступний ранок подільники Масколенка подзвонили Наді та повідомили, що її чоловік вкрав тіло «Говерли» і тепер вимагає за нього викуп у матері Сергія. Надії потрібно знайти труп Половинко, щоб віддати його бандитам і забрати у подільників свою доньку Ірину. Детективи ОСА повинні вигадати спосіб врятувати дівчинку і дізнатися, куди пропав Москаленко і де тіло «Говерли». | 15 квітня 2021    |
| 97           | «Смертельний танок». У власній машині застрелений Андрій Грубич — власник і глава танцювальної студії. Слідчі ОСА швидко приходять до висновку, що чоловіка не хотіли пограбуват, і швидше за все він знав вбивцю. Детективи з'ясували, що дружина Грубича хотіла розлучитися з ним і навіть консультувалася з цього приводу з юристом. Жінка розуміла, що не отримає після розставання нічого, тим більше що на рахунку студії не виявилося грошей. Куди ж зник весь дохід танцювальної школи? І чи правда дружина Грубича могла так жорстоко вбити його? Все це з'ясують детективи ОСА. | 19 квітня 2021    |
| 98           | «Точка неповернення». Пропав ув'язнений Максим Скобцев — грабіжник, який повинен був сидіти в тюрмі ще три роки. Чоловік закрився на даху колонії та безслідно зник. Інші в'язні розповіли детективам ОСА, що Максим мав вийти по УДЗ, але начальник колонії хотів за це отримати хабар. Однак у Скобцева немає ні багатих родичів, ні колишніх спільників, щоб «викупити» його з в'язниці. Тому розумний і винахідливий Скобцев зробив аеростат і зник в невідомому напрямку. Де тепер шукати втікача? | 20 квітня 2021    |
| 99           | «Волосся Аріадни». Біля висотки на території авіаційного заводу знайдено труп Матвія Бойка — 18-річного студента коледжу. На даху будівлі слідчі виявили його рюкзак, а в кишені куртки Матвія була передсмертна записка: «У моїй смерті прошу винити тільки мене самого». Однак хімічний аналіз показав, що записка була написана цілих півроку тому. А на тілі хлопця експерти знаходять свіжі синці, які Бойко отримав як раз перед смертю. Так чи дійсно хлопець наклав на себе руки? Або ж молодого студента вбили? Відповіді на ці запитання обов'язково знайдуть детективи ОСА. | 21 квітня 2021    |
| 100          | «Хмільний вірус». До Марії Небесної за допомогою звертається судмедексперт Євген Власюк. Чоловік потрапив у великий скандал, оскільки проходив по справі про вбивство 6-річного Рената Дьоміна. Хлопчика збив автомобіль, і Євген встановив, що в крові Рената був алкоголь. Тепер громадськість думає, що Власюк продався, і відверто травить його. Марія Небесна проводить повторний аналіз крові Рената і теж виявляє в його крові етанол. До того ж стан печінки Дьоміна настільки поганий, як ніби його хтось довго споював. Так хто ж так зіпсував хлопчикові життя, що це призвело до його смерті? Це спробують дізнатися детективи ОСА. | 22 квітня 2021    |
| 101          | «Материнське прокляття». ОСА намагається знайти вбивцю бізнесмена Юрія Форманчука. Загиблий володів мережею бутиків, але нещодавно заборгував велику суму грошей за оренду приміщень. Детективи також з'ясовують, що дівчині Юрія погрожував її колишній хлопець Василь Хорунжий, але у хлопця є алібі. Однак Василь довгий час стежив за суперником, і можливо та інформація, яку знайшов Хорунжий, допоможе слідчим ОСА знайти того, хто хотів убити Юрія. | 17 травня 2021    |
| 102          | «Яблуко від яблуні». До ОСА за допомогою звернувся «устричний барон» Віталій Олегович Бабченко. Чоловік хоче, щоб детективи знайшли його 20-річну доньку Дашу. Камери спостереження на автомобільній парковці показали, що дівчина була викрадена невідомим чоловіком. Детективи встановили, що у Віталія вже давно є проблеми з бізнесом, а в 90-ті він і зовсім був бандитом. Можливо, Дашу вкрали ті люди, які мріяли помститися Бабченку? Або ж дівчина-бунтарка підлаштувала власне зникнення, щоб раз і назавжди позбутися контролю батька? | 18 травня 2021    |
| 103          | «Смертельний екстрим». Знайдено тіло 21-річного Родіона Гурменка, якого вбили ударом ножа в область печінки. Гурменко виявився сином начальника відділу технічної безпеки уряду, чия сім'я була дуже заможна. Сестра Родіона Інна розповіла детективам, що брат знімав на відео жорстокі розіграші, метою яких було налякати простих перехожих. Впливовий батько Родіона був настільки злий на через те, що син порочить його ім'я, що поставив ультиматум — або Родіон припиняє займатися своїм хобі, або його позбавлять фінансової підтримки та навіть спадщини. Так хто й навіщо вбив Родіона? І чи пов'язано це з його захопленням? Це й треба з'ясувати детективам ОСА. | 19 травня 2021    |
| 104          | «Добрими намірами». Біля столичного бару знаходять тіло невідомої дівчини. Жертві перерізали горло скальпелем, а її обличчя було вкрите дрібними ранами. Небесна встановила, що рани на обличчі дівчини з'явилися через шипи троянд, якими жертву ймовірно били по обличчю. Також з'ясовується, що дівчина була зґвалтована, але вбивця використовував презерватив, а значить на жертві немає його ДНК. Цей злочин дуже нагадує почерк серійного маніяка Шаха, який недавно був спійманий і засуджений на 20 років тюремного ув'язнення. Так невже суд посадив невинну людину? Або ж у Шаха з'явився імітатор? Все це й треба з'ясувати детективам ОСА. | 20 травня 2021    |
| 105          | «Погане виховання». У підвальному приміщенні пансіонату Лебедине озеро прибиральниця натрапила на страшну знахідку: посеред квітів лежало бездиханне тіло 45-річної Наталії Боровчук. У руках власниці місцевої мережі фітнес-клубів виявили інгалятор. Імовірно, жертва мала алергію, і він мав допомогти жінці подолати її прояви. Ба більше, детективи встановили: Наталія померла від анафілактичного шоку. Проте чому покійниця, знаючи про алергію, спустилася в підвал, де було багато квітів. Чи, можливо, не вони стали причиною смерті жінки? | 24 травня 2021    |
| 106          | «Пастка для грабіжників». На магазин спортивних товарів скоєно збройний напад. Грабіжники вбили молодого продавця, однак зовсім не очікували, що в цей момент в приміщенні знаходитиметься Василь Райченко — співвласник магазину. Колишній військовий взяв в руки арбалет і застрелив одного з нападників. З'ясувалося, що другою власницею магазину є Юлія Черненко, яка на момент нападу перебувала в приміщенні, як і її син Антон. Більш того, донька Райченка Діана теж була присутня на місці злочину. Чи можливо, що під виглядом пограбування злочинці просто хотіли позбутися власників магазину та їхніх сімей? Це й треба з'ясувати детективам ОСА. | 25 травня 2021    |
| 107          | «Однієї крові». Серед білого дня з дитячого майданчика викрадений 2-річний Даня Поліщук. Батьки хлопчика не багаті люди, а значить викуп явно не мета викрадача. Детективи ОСА з'ясовують, що тато Дані Вадим нещодавно розмовляв з колишнім ув'язненим Валерієм Дідухом. А сам чоловік вже два тижні ніде не працює, але приховує це від дружини та не буває вдома. Валерій Дідух на допиті розповів, що давав Вадиму в борг і дзвонив йому з вимогою повернути гроші. Так невже Валерій викрав дитину, щоб шантажувати батьків Дані? Або є ще люди, які хотіли б нашкодити родині Поліщуків? Все це з'ясують детективи ОСА. | 26 травня 2021    |
| 108          | «Золоте немовля». Викрадено двомісячного сина IT бізнесмена Артура Смілянського. Мама хлопчика Кіра Шорохова гуляла з дитиною на вулиці, як ззаду підійшов невідомий, вдарив дівчину по голові кийком і забрав дитину. Виявилося, що в Артура є законна дружина — донька заступника міністра, яка не знала про інтрижку чоловіка з Кірою. Так само як і не знала про дитину, яку бізнесмен донині тримає від неї потай. Дзвінок від викрадача з вимогою викупу так і не надійшов, тоді навіщо комусь знадобилося немовля? Це доведеться з'ясувати ОСА. | 27 травня 2021    |
| 109          | «Карамелька від мерця». Детективи ОСА намагаються знайти вбивцю Романа Піддубного. Десять років тому чоловіка збила машина, через що Роман впав у кому. Весь цей час жертва трагедії знаходилася у квартирі своєї матері, яка самовіддано доглядала за сином. Але коли одного разу жінка повернулася додому, то знайшла Романа мертвим. Слідчі ОСА з'ясували, що Піддубний прокинувся незадовго до своєї смерті, а всі докази вказують на те, що Романа вбили. Підозра падає на його дружину Лілію, яка після смерті чоловіка стає єдиною власницею його фармацевтичної компанії. Але тоді чому дівчина чекала цілих десять років, щоб убити Романа? Або були й інші люди, які бажали смерті Піддубному? Це все намагатимуться з'ясувати детективи ОСА. | 31 травня 2021    |
| 110          | «Летальна турбота». При загадкових обставинах помирає 80-річний академік Олександр Аркадійович Білодід. Вчений давно відійшов від справ, але нещодавно подав запит на проведення досліджень на базі рідного інституту нафтохімії. Олександр Аркадійович хотів тестувати нову технологію переробки сланцевої нафти — так званого «чорного золота». Небесна встановлює, що академіку зробили ін'єкцію препарату, який підвищує тиск, і Білодід помер від розриву судин головного мозку. Так кому ж була вигідна смерть вченого? У цій непростій справі доведеться розібратися співробітникам ОСА. | 1 червня 2021     |
| 111          | «Криваве фото». У міжнародну компанію на конкурс фотографій надсилають моторошний знімок. На ньому зображений чоловік у парку, обличчя якого перетворене на криваве місиво. Детективам вдається встановити, з чиєї IP-адреси була надіслана фотографія. Відправником виявився 21-річний Ігор Шостак, який раніше притягувався до адміністративної відповідальності. А Шаблію та Римару вдається знайти тіло жертви. Біля нього детективи знаходять блювоту, яка може належати вбивці. Але як встановити особу жертви без обличчя? І навіщо Шостак надіслав жахливе фото на конкурс? У цьому спробують розібратися фахівці ОСА. | 2 червня 2021     |
| 112          | «Смертельний виграш». У гаражі заміського будинку знайдено труп невідомого чоловіка. Вочевидь жертву утримували тут силою і постійно катували, оскільки на його тілі багато саден і ран. Слідчі ОСА встановили, що будинок належить 44-річному військовому пенсіонеру Тарасу Храпачу, телефон якого останній раз був активний в його столичній квартирі. Там же детективи знаходять дембельський альбом, і на одному з фото впізнають самого Храпачах і чоловіка з гаража. Ним виявився Орест Степаненко — співслужбовець Тараса, і судячи зі знімку солдати добре дружили. Що ж сталося між колишніми приятелями? І за що катували Ореста? | 3 червня 2021     |
| 113          | «Брудні гроші». Детективи ОСА розслідують таємниче вбивство Марти Зборовської. Тіло жертви було знайдено в міському парку, але відразу стає зрозуміло, що пограбування не було метою вбивці. Детективи з'ясовують, що Марта була директоркою реабілітаційного центру, який міська влада виставила на продаж, бо більше не могла його утримувати. Купівлею центру зацікавився бандит з 90-х, а нині успішний бізнесмен, Святослав Куценко, і хотів переобладнати об'єкт на елітний SPA салон. Але чи дійсно Марту вбили через бізнес? Або у жінки були й інші вороги? Це й треба з'ясувати детективам ОСА. | 7 червня 2021     |
| 114          | «Милий нелюб». У кафе на Лепковському ринку отруєні кілька людей: активісти руху «Чисте місто» і директор самого ринку. Річ у тому, що представники руху вже довгий час протестували проти ринку через відмову власника правильно утилізувати відходи. Дивно також те, що всі активісти померли на місці, а ось самому директору вдалося вижити. Так невже бізнесмен пішов на такий ризикований крок, щоб позбутися активістів і при цьому відвести від себе підозри? Або ж він сам і був метою справжнього вбивці? Все це з'ясують детективи ОСА. | 8 червня 2021     |
| 115          | «Гіркий спадок». Детективи розслідують вбивство 42-річного бізнесмена Артура Дончука. Чоловік відпочивав на своїй заміській дачі разом з коханкою Інною Бойко і її сином-підлітком Богданом. Однак незабаром після того, як Артур і Інна зайшли в будинок, Богдан знайшов тіло Дончука, який висів у зашморгу. Підозра детективів відразу ж падає на Бойко, на яку Артур за два дні до смерті написав заповіт. Тепер жінка ставала єдиною спадкоємицею всього майна і бізнесу коханця. Але як тендітна жінка змогла за 15 хвилин оглушити Дончука і підняти його тіло, щоб повісити на одвірку? У цій заплутаній справі належить розібратися детективам ОСА. | 9 червня 2021     |
| 116          | «Дарницький шакал». Детективи ОСА займаються розслідуванням подвійного вбивства в Дарницькому парку. Знайдені тіла молодої дівчини, яку зґвалтували та задушили, і хлопця, якому завдали три ножових поранення. Стає відомо, що жертва працювала повією і напередодні смерті їй часто дзвонила її сутенерка. Глава борделю Нателла Пожарська розповіла, що Вероніка поїхала вночі на замовлення й так і не повернулася. Але одна з повій будинку розпусти поділилася з детективами цікавою інформацією: Нателла підозрювала Вероніку в тому, що вона брала «лівих» клієнтів, і навіть погрожувала вбити дівчину, якщо та не припинить працювати в обхід борделю. Але чи дійсно сутенерка могла піти на реальне вбивство? І хто друга жертва в Дарницькому парку? | 10 червня 2021    |
| 117          | «Закони джунглів». Детективи ОСА розслідують вбивство студентки коледжу Вероніки Дворецької. У телефоні жертви слідчі знаходять відео, за яким стає зрозуміло, що Ніка довгий час знущалася зі своєї одногрупниці Майї Бурляєвої. У квартирі Вероніки детективи знаходять велику суму грошей з відбитками пальців Богдана Танцюри — чоловіка, який раніше звинувачувався в розбещенні малолітніх. Так хто ж з них вбив Вероніку — колишня подруга Майя чи педофіл Богдан? Або ж у Дворецької були ще вороги, які бажали їй смерті? У цьому обов'язково розберуться детективи ОСА. | 14 червня 2021    |
| 118          | «Ціна зради». У сміттєвому баку знайдено тіло 25-річної Юлії Горюнової. Дівчині завдали декілька ударів тупим предметом по голові, а також відрізали два пальці на руці. Чоловік жінки Борис розповідає детективам, що напередодні Юлію викрали та вимагали від нього 500 000 гривень. Але коли Борис приніс необхідну суму в призначене місце, викрадач просто не з'явився. Також детективи ОСА з'ясовують, що і сама Юля напередодні своєї смерті зняла гроші з банківської картки. Кому дівчина збиралася віддати 200 000 гривень? І чому викрадач все ж убив жертву, а не забрав пів мільйона у її чоловіка? У всьому цьому розберуться детективи ОСА. | 15 червня 2021    |
| 119          | «Помста красуні». Рік тому була викрадена Ганна Романюк, яку злочинці тримали в підвалі будинку і регулярно гвалтували. Але одного разу дівчині вдалося зробити заточку, поранити одного з викрадачів і втекти. Поліція затримує Ярослава Тельбуха — власника будинку, в якому тримали Ганну. Однак і Романюк, і Тельбух дають свідчення під тиском, і чоловіка засуджують до тюремного ув'язнення. А на наступний день після суду Ганну раптово викрадають. Хто й навіщо зробив це? І чи дійсно Ярослав Тельбух має якесь відношення до того, що сталося з Ганною рік тому? У цьому розберуться детективи. | 16 червня 2021    |
| 120          | «Крок на випередження». Детективи ОСА візьмуться за вкрай дивну справу. Геннадій Малюсько стає свідком жорстокого вбивства. Вночі чоловік помічає на автомобільній парковці амбала, який завдає множинні ножові поранення невідомій людині. Детективи знаходять на асфальті кров і мозкову речовину Олега Лобача, і сестра жертви розповідає слідчим, що вже два місяці шукає свого брата. Але як тепер знайти вбивцю з парковки? Пошуками жорсткого злочинця займуться детективи ОСА. | 17 червня 2021    |
| 121          | «Могила для красуні». Три роки тому була вбита Христина Галицька, але тоді детективам так і не вдалося знайти злочинця. Було два головних підозрюваних, серед яких Анатолій Рохлін, який хворий на шизофренію. Чоловіка періодично клали в психлікарню, але потім знову виписували. І тиждень тому Рохлін знову покинув стіни клініки. А водночас в лісі знаходять три трупи — тіла молодих дівчат із зав'язаними руками та заклеєними ротами. І на светрі однієї з жертв криміналісти виявляють сперму Анатолія. Невже всі три роки з моменту смерті Христини Рохліну вдавалося безкарно вбивати? Або ж хлопця намагаються просто підставити? У всьому цьому розберуться детективи ОСА. | 21 червня 2021    |
| 122          | «Фатальне парі». Детективи ОСА розслідують вбивство трьох студентів. На телефони хлопців напередодні смерті прийшло повідомлення від однокурсника Руслана Бабака, в якому він призначив їм зустріч у гаражному кооперативі. Наступного ранку тіла друзів були знайдені випадковим перехожим, а мати Руслана повідомляє детективам, що її син зник два дні тому. У телефоні однією з жертв детективи знаходять відео, на якому Ян Бойченко ледве не гине під час заняття паркуром. Мати хлопця розповідає Римарю, що друзі Яна змусили його стрибнути на спір, а тепер хлопця паралізовано. Чи можливо, що вбита горем мама могла помститися за сина? І яке відношення до смерті трьох друзів має Руслан Бабак? | 22 червня 2021    |
| 123          | «Мій головний фанат». Убитий Роман Заярний — чемпіон світу і тренер з боксу, чиє тіло знайшов в його кабінеті учень Сергій Гарматний. У жертви не зникли гроші та прикраси, але пропав цінний чемпіонський пояс. А Сергій розповідає детективам, що незадовго до загибелі Романа у нього був конфлікт з сином Кирилом. Заярний не бачив в ньому боксера і вигнав з команди, не допустивши до змагань. Чи міг Кирило в пориві гніву застрелити свого батька? Або ж причиною трагедії стало те, що Роман Заярний часто надавав послуги колишнім бандитам? У всьому цьому спробують розібратися детективи ОСА. | 23 червня 2021    |
| 124          | «Небезпечний зв'язок». Детективи ОСА розслідують вбивство відомого вченого-криміналіста 65-річного Віталія Семеновича Деркача. Чоловіка вдарили по голові гострим предметом і залишили помирати в парку. Як з'ясувалося, у професора є син, який живе в США, але після давньої сварки з Віталієм Семеновичем, він з ним більше не спілкується. Детективи знаходять у квартирі Деркача заповіт на ім'я Антона Васильченка — аспіранта професора. Виявляється, останнім часом Антон багато спілкувався з Деркачем, який відчував себе дуже самотнім. Так невже Васильченко просто скористався професором, щоб отримати його нерухомість? Або ж до смерті Віталія Семеновича причетна його молода коханка Аліна Навроцька? У всьому цьому розберуться детективи ОСА. | 24 червня 2021    |
| 125          | «Останнє танго». ОСА шукає вбивцю Костянтина Скляра. Тіло 42-річного власника пекарні було знайдено в його робочій квартирі, а причиною смерті стали удари, нанесені невідомим гострим предметом прямо в скроню. Детективи знаходять у квартирі коробку з БДСМ іграшками, а також ліки для підвищення потенції. А на куртці вбитого Небесна виявляє сліди від замшевих рукавичок і спрею для носа, який використовують для лікування риніту. Чим же займався Костянтин в службовій квартирі потай від дружини? І як пов'язано це з його вбивством? Відповіді на ці запитання знайдуть детективи ОСА. | 28 червня 2021    |
| 126          | «Псих». Співробітники ОСА займаються справами, які практично неможливо розкрити. Соломія Солошенко, про зникнення якої заявив її брат Іван. За його свідченнями, він побачив, як сестра виходить з під'їзду, підходить до білого фургона, а з нього виходять кілька чоловіків в масках і заштовхують дівчину в машину. Однак детективи ОСА припускають, що Соломія просто втекла зі своїм хлопцем, якого Іван ненавидів. Так невже пара інсценувала викрадення Солошенко? | 29 червня 2021    |
| 127          | «Дизлайк». Детективи ОСА розслідують вбивство сімейної пари Мирослава та Ірини Снісерчуків, а також викрадення їхнього маленького сина. Тіла жертв знайшов їхній друг Назар Ромашин, який прийшов в гості до Снісерчуків, щоб відсвяткувати народження первістка. Детективи дізналися, що Назар був закоханий в Ірину зі студентських років і в останні пару років умовляв її кинути недолугого чоловіка. Виявилося, що Мирослав був блогером-пранкером, який досить жорстко розігрував людей, а значить у Снісерчука було багато недоброзичливців. Так хто ж убив сімейну пару — жертви розіграшів чи ревнивий Назар? І куди поділася дитина Мирослава та Ірини? На всі ці запитання знайдуть відповіді детективи ОСА. | 30 червня 2021    |
| 128          | «Красиве життя». Детективи ОСА розслідують жорстоке вбивство Яни Рикової. Тіло знайшла її подруга Віка, яка також є хрещеною її доньки Соломії. За словами дівчини, п'ять років тому Яна народила дитину від відомого бізнесмена Едуарда Ковальського, який весь цей час утримував і Яну, і Соломію. Однак детективи встановлюють, що Едуард не є біологічним батьком дівчинки, а за два дні до смерті Яни дружина Ковальського дізналася про подвійне життя чоловіка. І в Едуарда, і у його дружини був мотив для вбивства, — але чи дійсно хтось із них пішов би на такий відчайдушний вчинок? І чи були у Яни ще якісь вороги? Відповіді на ці запитання знайдуть співробітники ОСА. | 1 липня 2021      |
| 129          | «Принцип доміно». У польовій лабораторії за містом знаходять спалені тіла двох вчених, від яких залишилися лише купки попелу. Ігор Голобородько і помічниця Кіра Кузьменко займалися виготовленням штучної блискавки, а також вивченням впливу електромагнітних хвиль на урожай. Небесна встановлює, що жертви не були уражені блискавкою, а їхні тіла навмисно спалили в крематорії. Також в сміттєвому відрі Голобородька детективи знаходять листи з погрозами та побажаннями смерті. Так невже хтось настільки ненавидів вченого і його розробки, що пішов на таке жорстоке вбивство? Або ж Ігор і Кіра інсценували власну смерть, щоб втекти з країни? Це з'ясують детективи ОСА. | 5 липня 2021      |
| 130          | «Казус ювеліра». У селищі Гребінка знайдено тіло невідомого чоловіка — жертву задушили та кинули в полі. Камери спостереження на вокзалі показали, що чоловік прибув в селище разом з якоюсь дивною жінкою. Детективам ОСА вдається з'ясувати, що жертва — це електрик Роман Байда, а от особистість його супутниці так і не вдається встановити. Небесна встановлює, що завзятий курець Роман мав великі проблеми зі здоров'ям, у тому числі й початкову стадію меланоми. Чи пов'язаний цей факт з його вбивством? І як знайти таємничу жінку в чорному? | 6 липня 2021      |
| 131          | «Кредитний зашморг». Співробітники ОСА намагаються встановити особу безхатька, чиє тіло було знайдено в місцевому парку. Очевидно, що чоловіка задушили, завантажили в машину і викинули тіло в першому-ліпшому безлюдному місці. Однак детективів бентежить те, що на жертві був, хоч і пошарпаний, але все ж брендовий одяг, а на руках дорогий годинник. На жилетці убитого криміналісти знаходять назву ательє, в якому вона була пошита. І його власниця повідомила детективам, що жертва — не бездомний, а топменеджер компанії з продажу офісної техніки Юрій Шинкарьов. Але як така людина опинилася на вулиці? І за що його вбили? У всьому цьому розберуться детективи ОСА. | 7 липня 2021      |
| 132          | «Повернення Цезаря». Павло Садовський знаходить у своєму будинку, який він здає подобово, скриню з трупом. Жертва — літній чоловік у жіночій сукні та з макіяжем, якому вкололи снодійне і залишили задихатися. На скрині детективи ОСА знаходять дивний напис штучною мовою, яка означає «Цезар вбив Брута». Вигадав цю мову лінгвіст Микола Борисюк — і саме він провів останні години свого життя в нещасливій скрині. Кому й навіщо знадобилося вбивати Миколу? І як таємниче послання жертви зможе допомогти знайти його вбивцю? | 8 липня 2021      |
| 133          | «Вибухова справедливість». До кабінету Ольги Косач увірвався полковник поліції міста Духів Овечко, який заявив, що у нього на шиї знаходиться вибухівка. Однак глава ОСА не змогла врятувати полковника, і Овечко загинув через вибух. Детективи з'ясували, що подібним чином недавно був убитий лікар однієї з лікарень Духова, а тепер у шантажистів є нова жертва — мер міста. Злочинці намагаються домогтися від корумпованих чиновників покаяння і переведення всіх награбованих коштів в благодійні фонди. Чи зможуть ОСА врятувати життя мера міста Духів, зупинити корупцію і зловити шантажистів? | 30 серпня 2021    |
| 134          | «Код небезпеки — червоний». Детективи ОСА намагаються знайти вбивцю 28-річної Яни Квасневської, яка була викрадена два місяці тому. Ніхто не знає, де знаходилася дівчина весь цей час, однак жахливі травми та садна на її тілі говорять про те, що над Яною знущалися. Небесна також знаходить на спині Квасневської напис «хоста», яку можна розглянути тільки під ультрафіолетовою лампою. Хто і навіщо наніс це слово на тіло жертви? І що відбувалося з Яною всі ці два жахливих місяці? | 31 серпня 2021    |
| 135          | «Шпигунські пристрасті». Чи можна вірити свідкині, яка впевнена — на її очах переслідували суперагента? Дівчина чекала подругу, коли повз неї промайнув таємничий чоловік у білій масці, а слідом за ним — злодій в смокінгу і краватці-метелику. Звучить, як сюжет шпигунського фільму! Жертвою виявився колишній слідчий поліції Сергій Нижник. Чим займався чоловік після відставки? На його тілі виявили щось дивне, а вся інформація про Сергія засекречена. Невже він справді був шпигуном? | 1 вересня 2021    |
| 136          | «Вишукана помста». Журналістка Світлана Шумко прийшла в ОСА з проханням знайти її хлопця Івана. У поліції заяву дівчини не прийняли, тому що вона не родичка зниклого. Правоохоронці припустили, що хлопець просто не хоче спілкуватися зі Свєтою — хіба мало, які конфлікти можуть бути у пари! Але Світлана впевнена: з Іваном сталося щось погане. Вона прокинулася серед ночі, коли він зібрався кудись іти. На ранок вона виявила, що машина хлопця відкрита, а на землі лежать ключі… Кому міг перейти дорогу Іван, який займався волонтерством — допомагав людям похилого віку і шукав місця боїв Другої світової? І що за таємничий документ приховував хлопець у себе вдома? | 2 вересня 2021    |
| 137          | «Життя на аукціон». Слідчим підкинули нову справу — знайдено тіло жінки, Марини Григоренко. Очевидно, потерпіла поверталася з супермаркету: на місці злочину виявлено розкидані продукти. Марину вбили гострим предметом — на тілі знайдено три колоті рани. Проте найбільше оперативну групу вразила відсутність однієї сережки у вусі та п'ять копійок між зубами жінки. Ярік серйозно напружився, як тільки помітив монету… Що це могло б означати? Підозра одразу впала на чоловіка загиблої. В автівці Бориса Григоренка знайдено мисливський ніж, яким, імовірно, завдали три удари Марини. Це підтверджує характер ран на тілі вбитої. А вдома працівники ОСА натрапили на плями крові, які намагалися затерти. Чи дійсно чоловік міг так жорстоко вчинити з дружиною? І який мотив вбивства? | 6 вересня 2021    |
| 138          | «Погана характеристика». Хтось убив шкільну вчительку! Жертва явно поверталася додому з роботи — поруч із тілом знайшли сумку з зошитами та документи на ім'я Журавської Олександри Сергіївни. Але хто міг зазіхнути на життя беззахисної жінки?! Співробітники ОСА дізналися, що загибла була вчителькою математики. Олександра була самотньою жінкою, у якої в житті не було нічого, крім роботи. Невже у вчительки могли бути вороги? Незадовго до смерті Олександра написала погану характеристику на сім'ю учня 9-Б Валентина Філатова. Чи пов'язано це з убивством? | 7 вересня 2021    |
| 139          | «Сліпа помста». ОСА шукала вбивцю 11-річного Матвія Руденка. Тіло хлопчика знайшли в лісосмузі з ременем на шиї. Цікаво те, що пасок належав вітчиму потерпілого. За словами сусідів, Микола дуже жорстоко ставився до пасинка. А напередодні фатального випадку вітчим побив Матвія. Чи причетний Микола до вбивства хлопчика? Судмедексперти встановили: Матвій помер від механічної асфіксії. На тілі потерпілого знайдені синці, деяким із яких уже більше кількох днів. Ба більше, усі удари нанесені ременем, який знайшли на тілі жертви. На перший погляд, усе вказує на Миколу. Але навіщо чоловік залишив на місці злочину свій пасок і зрізав із голови пасмо волосся Матвія? | 8 вересня 2021    |
| 140          | «Брудна справа». Мати Ані Лукашук звернулася за допомогою, тому що 5 днів тому її дочка пропала. Перед зникненням дівчина встигла зателефонувати матері. Вона просила про допомогу, але договорити так і не змогла — зв'язок обірвався, і з тих пір жінка не чула свою дочку. Мама Ані звернулася за допомогою до колишнього чоловіка. Володимир Лукашук — мер Ярославська, тому жінка припустила, що дочку викрали недоброзичливці. У Володимира на носі вибори, тому він не хоче звертатися в поліцію. Чоловік упевнений: дівчинка просто загуляла. Аня лікувалася від наркозалежності. Можливо, це і стало причиною її зникнення? | 9 вересня 2021    |
| 141          | «Ахіллесова п'ята 1 серія». Ахіллесова п'ята ОСА знайдена: просто посеред білого дня, у людному парку, злочинці наважилися викрасти сина судмедекспертки Марії Небесної Михайла. Викрадачі продумали все до дрібниць. Жінка поспіхом залишила хлопчика на бабусю. Від слідкування за онуком Віру Петрівну відволікла незнайомка, яка в паніці шукала свою доньку. Водночас Михайлику нібито зателефонував батько, і він на радостях побіг на зустріч із ним. А Віра Петрівна в той момент отримала смс від сина, мовляв, сьогодні він проведе час із хлопчиком. Хто б міг подумати, що Михайло потрапить до рук не люблячого батька, а небезпечних злочинців… Паралельно ОСА терміново виїхала на виклик, де на них чекали два дуже дивних мерці. Тіла загиблих вкриті яскраво вираженими венами, а на руках — по одному сліду від голки. Наркомани чи навмисно вбиті?                                               | 10 вересня 2021   |
| 142          | «Ахіллесова п'ята 2 серія». Месник продовжує лютувати. Десятка заручників замало для звіра, який ладен піти на все заради помсти Косач. Хто стане його наступною жертвою? Альбіні Панчук вдалося бодай щось дізнатися про ймовірного злочинця, який вбив двох людей у парку. Невідомий має відношення або до медицини, або до хімії, або до біології. В отруті злочинець використав дуже сильний опіат –тлітерин у поєднанні зі спиртом. Від нього людина помирає за лічені хвилини. А найцікавіше те, що літерин продають тільки за рецептом для важкохворих. І знайти його не так просто. Здається, Альбіна натрапила на першу зачіпку… Що спільного між усіма заручниками? І чому Месник прагне сатисфакції? | 10 вересня 2021   |
| 143          | «Ахіллесова п'ята 3 серія». На жаль, Червоній не вдалося врятувати чоловіка на стадіоні. Часу було обмаль, і знешкодити вибухівку було не так просто — під 12 гвинтами ховалася кнопка, яка й могла зупинити вибух. Проте час сплив, й ОСА втратило важливого свідка… Катерина проаналізувала вибухівки, які використовує Месник. Агент виявила: бомби з такими складовими застосовуються тільки в декількох місцях. І найцікавіше те, що всі вони пов'язані з Міністерством оборони України. Невже Міноборони має відношення до низки зникнень і Месника? | 10 вересня 2021   |
| 144          | «Ахіллесова п'ята 4 серія». Месник викрав ще двох дітей — Алісу та Данила Кучеренків. Нові заручники ніяк не пов'язані ані зі співробітниками ОСА, ані зі справою про афериста Льва Запорожця. Ольга Косач припустила: Месник формує третю групу заручників. Але для чого? На допомогу ОСА викликали ще одного спеціаліста — колегу Небесної, судмедексперта Григорія. У парі вони провели огляд тіла, яке вилучити з могили Запорожця. Що показала експертиза? Чи дійсно аферист мертвий? | 10 вересня 2021   |
| 145          | «Вбивство заради життя». Дві грибарки натрапили на страшну знахідку — просто на землі лежала людська рука! На місце одразу приїхали агенти ОСА з кінологічною службою. Неподалік від жахливої знахідки собакам по запаху вдалося знайти і все тіло. А найцікавіше те, що в кількох метрах від мерця слідчі виявили кейс із невідомим пристроєм. Тіло та девайс одразу відправили на експертизу. Судмедексперт Григорій виявив: хтось навмисне залив пальці та обличчя жертви сірчаною кислотою. Вочевидь, вбивця постарався, аби тіло не ідентифікували. До того ж, при собі постраждала людина не мала ані документів, ані мобільного телефона. Заплутана справа… Чи вдасться ОСА розгадати цей ребус? | 13 вересня 2021   |
| 146          | «Успіх на кістках». Нове загадкове вбивство знову сколихнуло все місто, і вся надія на асів криміналістики. ОСА виїхала на місце злочину, аби розслідувати нову справу. Представники правопорядку випадково натрапили на затонулу автівку, в якій знайшли два тіла. Професіоналам вдалося дізнатися, що результатом такої сумної знахідки стала не ДТП, а вбивство. Чи вдалося працівникам ОСА ідентифікувати тіла загиблих і знайти їхнього вбивцю? І чому справу не розслідували протягом довгого часу? | 14 вересня 2021   |
| 147          | «Листи для кілера». Нова жертва — 62-річний Петро Бабенко. За попереднім оглядом місця злочину це типовий нещасний випадок. Чоловік не впорався з керуванням автомобіля. Як результат — його занесло прямісінько в газопровід. Займання було не уникнути, і чоловік моментально згорів. Проте Червона влучно підмітила: жертва могла не випадково злетіти в газогін, хтось вдало продумав зіткнення. Чи дійсно Катерина має рацію? Що вдалося знайти під час детального огляду згорілого авто? | 15 вересня 2021   |
| 148          | «Місце під сонцем». Цього разу ОСА розслідуватиме справу про жорстоке вбивство архітектора Матвія Борисова. Нападника цікавили не гроші, адже дорогий телефон і коштовні речі залишилися на місці злочину. Слідчі з'ясували, що це не перший напад на працівників дизайнерського бюро. Напередодні невідома людина ледь не відправила на той світ колегу Матвія. | 16 вересня 2021   |
| 149          | «Вакцина щастя». Під час чергового обходу покинутого будівництва патрульні поліцейські знаходять два трупи. На жаль, до одного з тіл була прив'язана бомба, яка вибухнула просто перед одним зі співробітників правопорядку. Детективи ОСА беруться за цю справу і в першу чергу встановлюють особи жертв. Убитими виявилися фармацевти Кіра Янчук та Олександр Сільченко, які, як пізніше з'ясувалося, були експертами в великому розслідуванні про виробництво підроблених препаратів. Можливо, саме це стало причиною їхньої загибелі. Або ж Кіру та Олександра вбила дружина Сильченка, яка дізналася про їхній роман? | 20 вересня 2021   |
| 150          | «Квартирне питання». До ОСА за допомогою звернулася Ельга Шпак — дружина вінницького професора Семена Шпака. Нещодавно їхній спільний син Олексій поїхав до Києва на зустріч з інвесторами та зупинився у колишньої дружини батька Галини Аксюк. Однак незабаром стурбована Галина зателефонувала Семену і повідомила, що його син зник. Професор відразу ж вирушив у столицю на пошуки сина і теж пропав. Детективам ОСА вдалося з'ясувати, що Олексій брехав батькам про свій успішний бізнес і зустрічі з інвесторами. На що жив Олексій і куди зник разом з батьком? У цій заплутаній справі доведеться розібратися фахівцям ОСА. | 21 вересня 2021   |
| 151          | «Серцева рана». Детективи ОСА розслідують вбивство Мирослава Лозинського. У чоловіка вистрілили три рази на вулиці Малишка, а поруч з трупом було знайдено недопалок. Криміналістам вдається з'ясувати, що сигарета належала Артуру Сидоруку, і детективи відразу ж виїхали до нього додому. Артур зізнався, що побачив тіло Лозинського на вулиці, але вирішив не дзвонити в поліцію, а обікрасти жертву. Малоймовірно, що Сидорук пішов би на вбивство заради пари сотень гривень і дешевого смартфона. Дивно й те, що Мирослава вбили з нагородного пістолета, який належав колишньому військовому, полковнику у відставці Михайлу Костюку. Чоловік помер ще в 1981 році, і як зброя потрапила до рук вбивці, невідомо. Кому і навіщо знадобилося вбивати Мирослава Лозинського? | 22 вересня 2021   |
| 152          | «Погані люди». Пограбовано будинок Сергія Любова — заступника директора компанії з продажу автомобілів. Але злочинці не тільки розкрили сейф і забрали все найцінніше, а й убили сторожа Любових Євгена Кірова. Але ОСА з'ясовують, що Євген збрехав роботодавцям і його справжнє ім'я — Василь Рожковський. У 90-х чоловік боровся з наркозлочинністю, але він разом з напарниками помилково розстріляли автомобіль з цивільними людьми. Невже через понад двадцять років хтось прийшов помститися за вбиту родину? | 23 вересня 2021   |
| 153          | «Нащадки Медічі». Біля елітного котеджного містечка знайдено тіло невідомого хлопця. Найімовірніше його вдарили по голові та обікрали. На зап'ясті хлопця криміналісти знаходять друк нічного клубу «Ноунейм», в якому за словами Шугаєва відпочиває «золота молодь». Вхід в цей клуб строго для своїх, а значить убитий точно є дитиною заможних батьків. Але тоді чому досі хлопця ніхто не шукає? Капітану Дмитренко доведеться вирушити в елітний заклад і дізнатися, що ж сталося з хлопцем в ту фатальну ніч. | 27 вересня 2021   |
| 154          | «Черга на життя». ОСА розслідує вбивство Софії Фролової — багаторазової чемпіонки України з кульової стрільби. У квартирі дівчини не зникла зброя, а значить пограбування не є мотивом для вбивства. Стає відомо, що нещодавно Софія видалила з друзів свою подругу Аллу Войтенко. Причиною сварки дівчат швидше за все став колишній чоловік Фролової Микола, який пішов від Софії до її молодої подруги. Після цього інциденту дівчина вирішила помститися і поставила хрест на кар'єрі Миколи. Чи міг чоловік вбити колишню дружину з помсти? | 28 вересня 2021   |
| 155          | «У борговій петлі». В руки детективів ОСА потрапляє моторошне відео. Невідомий чоловік скоює суїцид і пояснює свій вчинок тим, що на ньому висить величезний борг у банку. Чоловік більше не може виплачувати кредит, і тепер банк погрожує відібрати його квартиру. Шугаєву вдається встановити, що відео було завантажено в мережу з IP-адреси Юлії Лайко, яка заборгувала тому самому банку, що й чоловік на відео. Детективам ОСА треба знайти тіло невідомого, а також дізнатися, чи дійсно грошовий борг став справжнім мотивом для самогубства. | 29 вересня 2021   |
| 156          | «Смертельні квіти». На узбіччі траси автомобілісти знаходять тіло вмираючої напівголої жінки. Нещасній одразу викликали швидку, і виявилося, що у дівчини анафілактичний шок. Недалеко від цієї ж траси, в полі, знаходять труп чоловіка, на якому була тільки спідня білизна. Чоловік помер через набряк Квінке, а на його тілі було безліч фотоопіків. Перша жертва поки що не може давати свідчення, бо знаходиться в медикаментозній комі. І єдина зачіпка детективів — рослина борщівник, яким було засіяно все поле, на якому знайшли чоловіка. А точніше, найнебезпечніший вид борщівника, який і викликає у людей страшну алергію. Як і чому двоє практично голих людей опинилися в цьому місці? | 30 вересня 2021   |
| 157          | «Сімейні цінності». У заміський котедж пробирається грабіжник, але господиня будинку швидко помічає його і вбиває з рушниці. Здавалося, проста й очевидна справа, проте в ній багато нестиковок. За словами власника будинку Дмитра з його сейфа зникла велика сума — 100 000 доларів, але при грабіжнику ці гроші так і не вдалося знайти. Виявилося, що раніше Дмитро застрахував все своє майно від крадіжки, в тому числі й сейф. Невже пограбування було заплановано заздалегідь, щоб отримати більшу компенсацію? | 4 жовтня 2021     |
| 158          | «Передбачення Афіни». У власній квартирі вбита екстрасенс Афіна — відома в місті провісниця з великою базою клієнтів. Тіло знайшов її чоловік Роман, а на долоні жінки залишився напис: «Вбивця Іван». Афіну вбили о 10 ранку, і якраз на цей час до екстрасенса була записана Іванна Горішня, але за 5 хвилин до сеансу жінка скасувала зустріч. Так невже саме вона вбила Афіну? Але навіщо мільйонерші знадобилася смерть ворожки? | 5 жовтня 2021     |
| 159          | «Останнє шоу». У парку знайдено тіло радіоведучого Богдана Стожука — чоловіка викрали, а після убили. Очевидно, що пограбування хлопця не було метою злочинця, адже всі цінні речі залишилися при Богдані. Чоловік працював на «Кактус ФМ», на якому вів своєрідну програму. Разом з напарником Богдан «опускав» тих слухачів, які до них додзвонювалися. В цілому люди адекватно реагували на подібний гумор, але були й ті, кому така поведінка ведучих була не до вподоби. Один з ображених слухачів два місяці тому почав дзвонити в студію і погрожувати хлопцям в прямому ефірі. Невже ображений чоловік міг піти на вбивство заради помсти? | 6 жовтня 2021     |
| 160          | «Скелет у шафі». У котеджному містечку «Щастя» відбулася жахлива пожежа. Хтось підпалив будинок відомого бізнесмена Віталія Кузенко. Чоловік загинув у вогні, так само як і його дружина Ірина. Вижили тільки їхні діти — 18-річний Іван та 19-річна Софія. Незрозуміло, кому могла знадобитися смерть сім'ї Кузенко, бо Віталій був великим меценатом і допомагав дітям сиротам. Коли Віталій встиг нажити собі ворогів? Або ж метою палія був інший член сім'ї Кузенко? | 7 жовтня 2021     |
| 161          | «Гіркий присмак брехні». Біля села Коротиші сталася автокатастрофа в результаті якої загинув капітан поліції Іван Грузь. У чоловіка залишилася дружина і двоє новонароджених дітей. Дивно те, що Іван Грузь був чудовим водієм і нещодавно проходив курси екстремального водіння. Однак Небесна з'ясовує, що загинув Грузь не від вибуху в машині, а через отруєння нейро паралітичною речовиною. Як вона потрапила в організм поліцейського і кому знадобилося його вбивати? | 11 жовтня 2021    |
| 162          | «Зміїне жало». Детективи розслідують вбивство підприємця Матвія Басова. Чоловік був задушений в автомобілі, а на його шиї співробітники ОСА виявили опіки від електрошокера. У Басова були водій і два власних авто, тому незрозуміло, навіщо йому знадобилося орендувати дешеву машину. А на руках жертви криміналісти знайшли сліди мастила для мисливської зброї. Невже Матвій Басов взяв напрокат авто та озброївся прикладом, щоб когось убити? Але хто тоді звів рахунки з самим Матвієм? | 12 жовтня 2021    |
| 163          | «Життя шкереберть». У гімназії міста Боричів сталася страшна пожежа, в результаті якої загинули дев'ятеро людей. На щастя, в будівлі навчального закладу не було дітей, оскільки напередодні скасували заняття. Гімназія цього дня святкувала 40-річчя, і в школу були запрошені міські чиновники, журналісти та спонсори. Детективи ОСА припускають, що був здійснений підпал і метою злочинця була місцева влада. Кому і навіщо знадобилося вбивати чиновників і представників ЗМІ? | 13 жовтня 2021    |
| 164          | «Невгамовна Ліза». ОСА знову розкриє злочин, розслідувати який під силу тільки найкращим фахівцям. Убита студентка коледжу Ліза Рожкова — дівчинці завдали п'ять ножових поранень. Одногрупники Лізи повідомили детективам, що з нею ніхто не дружив. Рожкова була з дитячого будинку, а її мати сиділа у в'язниці. Але під час допиту студентів капітану Червоній здалося, що підлітки точно щось приховують. Невже Ліза стала жертвою булінгу? Чи могли одногрупники Рожкової дійти у своїх знущаннях настільки далеко? | 18 жовтня 2021    |
| 165          | «Удар у спину». Убита 33-річна Марина Гофман — жінку вдарили битою по голові. Напередодні своєї смерті Марина попросила сестру забрати сина Марка до себе, оскільки у Гофман не було часу за ним доглянути. Жінка привела дитину додому близько шостої вечора і з жахом виявила тіло Марини. Замок у квартирі Гофман не зламаний, а це означає, що жертва сама впустила свого вбивцю. Але кому могла знадобитися смерть Марини? Невже до цього доклав руку її ревнивий чоловік? | 19 жовтня 2021    |
| 166          | «Щаслива Настя». ОСА розслідує можливе вбивство туристичного агента Анастасії Загорської. Автомобіль дівчини, всередині якого знаходилася невідома жінка, згорає дотла. Тіло настільки пошкоджено, що визначити, чи дійсно це Анастасія, дуже складно. Детективи з'ясовують, що Загорська була справжньою щасливицею: вона вижила під час корабельної аварії в Колумбії, а також єдина, хто залишився в живих після аварії туристичного автобуса в Закарпатті. Близькі загиблих звинувачують у трагедії Анастасію, бо саме вона організувала цей тур. Чи могли вони помститися дівчині за смерть друзів і сім'ї? І чи була взагалі Настя у своєму авто на момент трагедії? | 20 жовтня 2021    |
| 167          | «Вкрадена афера». Співробітники ОСА намагаються дізнатися, хто вбив невідому жінку в парку. Дівчині ввели препарат курадіпілін, який часто використовується анестезіологами перед підключенням пацієнтів до ШВЛ. Однак велика доза речовини викликала у жертви параліч гладкої мускулатури дихальних шляхів, і дівчина померла від асфіксії на очах у відвідувачів парку. Детективи вилучають відеозаписи у всіх, хто фільмував смерть жертви та знаходять на них дивного чоловіка. Незнайомець стояв посеред парку і спостерігав за тим, що відбувається, а в його руках була парасолька, хоча на вулиці стояла ясна сонячна погода. Чи пов'язаний цей таємничий чоловік зі смертю дівчини? Хто вона і кому знадобилося її вбивати? | 21 жовтня 2021    |
| 168          | «Нічна гостя». ОСА намагається знайти вбивцю 20-річної студентки Євгенії Малевич. Тіло дівчини було знайдено просто посеред парку в Пущі-Водиці — елітному містечку недалеко від Києва. Женю три рази вдарили по голові шматком бруківки, а біля її тіла були знайдені сліди кросівок марки «Ультраспорт» 46-го розміру. Сусідка Євгенії по гуртожитку розповіла детективам, що дівчина часто не ночувала вдома, а на столику біля ліжка співробітники ОСА знаходять спортивний журнал. На знімках були зображені баскетболісти в кросівках «Ультраспорт», і у них якраз були збори в Пущі-Водиці. Можливо Женю вбив її хлопець-баскетболіст? Або в цій справі все не так очевидно, як здається на перший погляд? | 25 жовтня 2021    |
| 169          | «Вечеря зі смертю». У нічному клубі трагічно помирає Денис Волик — чоловіка отруїли невідомою речовиною. Детективи ОСА дізнаються у Світлани Ковтун, що вечірка, яка проходила в закладі, — це збори клубу «Випадкова вечеря». Люди, які люблять проводити час в компанії незнайомців, зв'язуються через Світлану, платять їй внесок і натомість можуть прийти на одну із зустрічей. Ковтун розповіла детективам, що Дениса вона знає тільки як постійного гостя, але виявилося, що вона збрехала. У телефоні Волика була знайдене листування, по якому стало зрозуміло, що Світлану і Дениса пов'язували романтичні стосунки. Але навіщо організаторка клубу збрехала про це? І чи причетна вона до смерті Волика? | 26 жовтня 2021    |
| 170          | «Люди гинуть за метал». Детективи ОСА розкриють жорстоке вбивство. В антикварній лавці знаходять повішеним її власника Давида Барановського. Криміналіст ОСА відразу ж відкидає версію із суїцидом. Борозна від мотузки на тілі жертви була занадто рівною, а самогубці зазвичай рефлекторно намагаються вибратися з петлі перед смертю. Детективи знаходять записи з камер спостереження, по яким стає зрозуміло, що напередодні загибелі у Давида були гості. Барановський вів якісь переговори з «чорними археологами» Вадимом Павличком та Дмитром Рокитним, і можливо у них міг виник конфлікт. За що ж поплатився життям відомий антиквар? | 27 жовтня 2021    |
| 171          | «Тихе болото». Співробітники ОСА візьмуться за дивний злочин. На цвинтарі знаходять повішеним Бориса Сивака, але криміналістка Небесна швидко встановлює, що причиною смерті стала черепна мозкова травма. На деревах біля трупа детективи знайшли сатанинські знаки, і співробітники ОСА вирішили відвідати кілька порталів, присвячених цій темі. Виявилося, що сатаністи в день смерті Бориса святкували парад планет і готували чорну месу, тому Сівак міг стати жертвою обряду. Але чи дійсно шанувальники Диявола були причетні до смерті Бориса? | 28 жовтня 2021    |
| 172          | «Смертельне хоку». У японському центрі гине літня пара — Аркадій та Світлана Біленко. Подружжя раніше викладали в Академії східних мов і були великими фанатами Японії. Поряд з тілами детективи знаходят передсмертну записку японською, але співробітники ОСА з'ясовують, що написана вона була рукою Світлани кілька років тому. А напередодні смерті Біленки так і зовсім бронювали квитки до Японії, щоб відзначити ювілей спільного життя. Аркадій і Світлана точно не наклали на себе руки, але кому могла знадобитися їхня смерть? | 1 листопада 2021  |
| 173          | «Ложка дьогтю». На узбіччі приміського шосе знайдено труп відомого кіноактора. На перший погляд чоловіка збила машина, проте розтин показує, що його вбили. В ході розслідування працівники ОСА з'ясували, що за два дні до смерті актора ледь не застрелили на знімальному майданчику. Тепер слідчим потрібно з'ясувати, хто підмінив холості набої на справжні. Хто виявиться злочинцем? | 2 листопада 2021  |
| 174          | «Кривавий легіон». ОСА розслідує справу про потрійне вбивство. На території недобудови страйкболіст знаходить труп, засипаний вапном. У тому ж місці оперативники виявляють ще два муміфікованих тіла. Під час експертизи з'ясовується, що всіх жертв об'єднує рідкісна група крові — перша негативна. Під підозру потрапляє лікар станції переливання крові Ладан Борис Михайлович. Він не вийшов на роботу, хоча раніше такого собі не дозволяв. Невдовзі оперативники знаходять тіло лікаря у палаючому будинку, а поряд із ним ще двох донорів. Чи вдасться слідчим з'ясувати, хто і навіщо полював на людей з рідкісною групою крові? | 3 листопада 2021  |
| 175          | «Кровний зв'язок». У старому під'їзді знайдено тіло Діани Прошкіної — дружини заступника директора будівельної фірми. Незвичайне розташування тіла вказує на те, що жінка впала з поверху вище, а добили її ударом цеглою. На пограбування це не схоже — усі особисті речі були знайдені на місці злочину. Однак є те, за що зачепилась ОСА. Тіло Діани знайшли сквотери — маргінали, які мешкають у покинутих будівлях. А сама жінка загинула глибокої ночі, орієнтовно о 4 ранку… Що вона робила в будівлі в таку пізню пору? | 4 листопада 2021  |
| 176          | «Зайвий кадр». Невідомий виклав в інтернет моторошне відео, на якому з вікна будівлі дитячого спортивного табору падає дівчинка. Трагедія сталася два тижні тому, і справу одразу закрили. На тілі Арини не було слідів насильства, отже це було самогубство. Однак на відео чітко видно, що біля жертви за секунду до падіння стояла людина, обличчя якої було приховано капюшоном. Вихователь табору розповів детективам, що дівчинка, яка нещодавно загинула, посварилася з сусідками й ті пішли ночувати в іншу кімнату. Може, хтось із них вирішив просто налякати Арину, але не сподівався, що від страху дівчинка полізе у вікно? Чи в цій справі все набагато складніше, ніж здається на перший погляд? | 8 листопада 2021  |
| 177          | «Сновиди помирають першими». У провінційному містечку у власному кабінеті застрелюють провідного сомнолога Андрія Граніча. Першим під підозру потрапляє зять загиблого — Микита Собко. Чоловік постійно конфліктував із тестем і вимагав, щоб той припинив ставити експерименти на його дружині, яка хворіє тяжкою формою сомнамбулізму. Працівники ОСА намагаються викликати на допит Максима Граніча, сина загиблого. Проте чоловік дивно поводиться: приховує своє місцезнаходження та телефонує з невідомих номерів. Невже Максим убив батька заради спадщини? | 9 листопада 2021  |
| 178          | «Єдиний син». Агенти ОСА розслідуватимуть вбивство матері-одиначки Наталі Сахно. На тілі жертви виявили численні колоті рани, які були нанесені циркулем. Також під час експертизи в крові Наталі знайшли дозу сильного снодійного. Хто і навіщо вирішив розправитися з жінкою за допомогою дитячого циркуля? Працівники ОСА з'ясували, що загибла переконала трьох своїх колишніх коханців у тому, що кожен з них є батьком її хворого сина. Від кожного з чоловіків Наталя отримувала гроші на дитину. Невже хтось із коханців дізнався правду та вирішив помститися за брехню? | 10 листопада 2021 |
| 179          | «Кіно для дорослих». Працівники ОСА розслідують смерть впливового бізнесмена Антона Чесного. Обгоріле тіло чоловіка було знайдено в його ж квартирі. Злочинець добре постарався: спершу вбив чоловіка ножовим ударом у серце, потім тіло облили бензином і підпалили. Під час огляду Чесного Безсмертна виявила, що деякі опіки на його тілі нанесенні при житті. Отже, перед смертю Чесного катували… Кому чоловік перейшов дорогу? Конкурентам, «друзям» чи колишнім коханим жінкам? Під час огляду помешкання Чесного вдалося натрапити на цікаву кімнату у підвалі. Спальня була обладнана в найкращих традиціях фільмів для дорослих: червоні кольори, приглушене світло, іграшки для дорослих та стилістика БДСМ. Ба більше, навпроти ліжка було знайдено невелику камеру спостереження, а на кухні в мікрохвильовій печі спалені карти пам'яті. Здається, саме за кіно для дорослих Чесного і вбили. Але хто? | 11 листопада 2021 |
| 180          | «Рогоносець». Детективи ОСА намагаються зловити серійного злочинця Квіткаря. Чоловік за останні п'ять днів скоїв п'ять зґвалтувань — усі його жертви молоді дівчата, які не знайомі між собою та проживають у різних районах міста. Однак остання шоста жертва Квітника опиралася при нападі, через що і була вбита ґвалтівником. Детективи паралельно розслідують вбивство експерта-криміналіста Добриніна, чиє тіло знайшов його стажер із поліцейської дільниці. Чи вдасться співробітникам ОСА знайти небезпечних злочинців? | 15 листопада 2021 |
| 181          | «Остання ніч Луки». Після святкування 18-ліття бездиханне тіло уродинника Луки знайшли в його ж будинку. На місці загибелі не знайдено слідів насильницької смерті. Гайворон і Червона припустили: хлопець міг хильнути зайвого та змішати алкоголь із забороненими речовинами. Однак місцевий дільничний запевнив: хлопець був спортсменом і дуже рідко вживав спиртне. Та й судмедекспертиза виявила в крові Луки сліди чадного газу. Цікаво, як хлопець міг загинути від отруєння, якщо в його квартирі і плита, і духовка — електричні? | 16 листопада 2021 |
| 182          | «Моя твоя хвороба». У лісі виявлено два тіла. О 7 ранку знайдено виконроба Ламаріна, під керівництвом якого будують санаторій для хворих дітей. А о 10 ранку — Оксану Фельорко, главу фірми Оксамит, яка й будує новий санаторій. Обоє загинули в муках — потрапили в капкан і стекли кров'ю. Чи пов'язані їхні смерті з будівництвом санаторію? Під час допиту подруги загиблої та за сумісництвом журналістки Юлії Майорової стали відомими цікаві факти. Виявилося, що в Оксани були вороги — місцеві мисливці-браконьєри, яким не на руку будівництво санаторію. Мовляв, після відкриття санаторію весь ліс буде обвішаний камерами спостереження, датчиками руху… Їм точно не вдасться вести нелегальну діяльність. Чи так це? | 17 листопада 2021 |
| 183          | «Бетонний саркофаг». На дні озера поліцейські водолази виявляють моторошну знахідку — хтось помістив труп дівчини у гумовий човен та залив тіло бетоном. Криміналістам вдається дістати жертву з посмертного саркофага та скласти фоторобот. Також у бетоні детективи знаходять пістолет, з якого ймовірно і було вбито дівчину. Виявилося, що зброя належить лейтенанту поліції Марині Лаврушко і, судячи з попереднього портеру трупа, саме вона є жертвою. Хто й навіщо вбив Марину? І чому вбивця вибрав такий складний спосіб позбутися тіла? | 18 листопада 2021 |
| 184          | «Відданий пес». На стоянці ресторану вбито доньку депутата, 22-річну Анну Сипень, якій злочинець завдав чотири удари цеглою по голові. Детективи ОСА вирушають до закладу, щоб вилучити відео з камер спостереження, але виявилося, що один з офіціантів продав запис буквально за пів години до приїзду поліції. Хлопцеві були потрібні гроші, тому він з радістю віддав відео до рук журналіста видання «Ревізія» Дениса Лохматого. Проте співробітники ОСА швидко з'ясували, що такої людини, як і самого видання, просто не існує. Невже сам убивця викупив запис, адже на ньому зафільмовано його злочин? І чи має якесь відношення смерть Анни до політичної кар'єри її батька? | 22 листопада 2021 |
| 185          | «Замкнене коло насильства». В орендованій квартирі знайдено тіло 16-річної Аліси. За словами власниці житла, Аліса винаймала житло погодинно, але не знає, для яких саме цілей. До того ж дівчина була одягнена у надто відверту білизну, як для 16-річного підлітка. А в її речах детективи знайшли велику суму грошей та безліч БДСМ іграшок. Мама Аліси була впевнена, що донька заробляла репетиторством, але схоже, що це не так. Можливо, один із клієнтів дівчини вбив її, щоб та не розповіла про його сексуальний потяг до підлітків? | 23 листопада 2021 |
| 186          | «Залізобетонні докази». ОСА розслідує вбивство студентки Київського архітектурного університету Вікторії Кияшко. Тіло дівчини знайшли у парку, в якому компанія «Теріус» планує будівництво найвищої будівлі у світі. Вікторія померла тиждень тому, проте сім'я досі не заявила про її зникнення. Коли детектив прийшов поспілкуватися з матір'ю жертви, жінка повідомила, що переписувалася з донькою якраз перед його приходом. Також повідомлення з телефону Вікторії надходили її хлопцю та викладачеві в університеті. То хто ж спілкується від імені Кияшко з її рідними та друзями? І чи пов'язана смерть дівчини із масштабним будівництвом компанії «Теріус»? | 24 листопада 2021 |
| 187          | «Закляті друзі». Співробітники ОСА отримують спеціальне завдання від міністра — встановити справжню причину смерті колишньої заступниці директора цементного заводу 72-річної Ганни Таращук. За попереднім висновком у пенсіонерки стався інфаркт, але криміналіст вважає, що в цій справі все не так просто. На шиї жінки залишився слід від ін'єкції та, швидше за все, Ганні ввели інсулін. А в людини, яка не страждає на цукровий діабет, це могло викликати гіпоглікемію. Кому ж могла знадобитися смерть Ганни Таращук? | 25 листопада 2021 |
| 188          | «Любить — не любить». У котеджному селищі викрадено Марка Суханова — сина домогосподарки Юлії та менеджера великої IT компанії Івана. Хлопчика на очах у сусідки схопив чоловік у масці та запхав до мікроавтобуса. На допиті Іван та Юлія розповіли, що усиновили Марка рік тому, коли хлопчик уже був у ранньому підлітковому віці. Батьки зізналися, що не люблять немовлят і всі клопоти, з ними пов'язані, а в Марку відразу визнали споріднену душу. Проте сусідка розповіла детективам ОСА, що Іван часто бив сина за найменшу провинність, але Юлії це дуже не подобалося. Чи пов'язані скандали в сім'ї Суханових із викраденням Марка? | 29 листопада 2021 |
| 189          | «До ворожки не ходи». Страшна смерть наздогнала провісницю Ангеліну та її клієнта Павла Федоровича Ковальського. Вбивця кинув димову шашку в камін у будинку ворожки та замкнув зовні всі двері, щоби жертви не змогли вибратися. Детективи ОСА дізнаються, що начальник управління земельних відносин Задніпрянська Ковальський був корупціонером і місцеві жителі влаштовували з цього приводу мітинги. Також Павло Федорович отримував погрози, а паркан його будинку завжди був прикрашений неприємними написами. Чи міг розгніваний народ усунути чиновника в такий жорстокий спосіб? | 30 листопада 2021 |
| 190          | «Таємниця Клеопатри». У лісі знайдено труп колишнього аспіранта історико-соціологічного інституту Марата Коптєва. Його вбили одним сильним ударом по голові, проте на пограбування це не схоже — усі речі хлопця залишилися при ньому. Напередодні Марат посварився із дружиною. Вона вимагала розлучення, проте Марат не поспішав підписувати документи. Він боявся, що дружина не дасть йому бачитися із сином, і погрожував забрати його за всяку ціну. Співробітники ОСА виявили, що дружина кілька разів писала заяву на Марата, звинувачуючи його в домашньому насильстві. Чи могла вона позбутися чоловіка? Чи все не так просто, як здається на перший погляд? | 1 грудня 2021     |
| 191          | «Чорна меса». Детективи вирушать слідами окультистів. Невже у місті завелися служителі небезпечного культу? Чи хтось хоче прикрити свій злочин? Молоду дівчину виявили мертвою та абсолютно голою біля недобудови. На перший погляд може здатися, ніби вона померла своєю смертю — на тілі немає слідів насильства, і все ж таки її вбивство здається підозрілим. Чи справді тут замішані служителі культу та темні ритуали? | 2 грудня 2021     |
| 192          | «Наречена для багатія». На елітному заході вбито Ангеліну Комашину — власницю шлюбного агентства «Афродіта». Ангеліна організувала чергову вечірку, на якій знайомила гарних дівчат із заможними чоловіками. Зазвичай такі заходи проходили в атмосфері абсолютного свята, але не цього разу. Кілька невідомих у балаклавах увірвалися на вечірку та влаштували бешкет. А один із хуліганів кинув помідор у голову Ангеліни, після чого вона й померла. Але команда ОСА розуміє, що овоч точно не був причиною смерті Комашиної, та бере цю справу до своїх рук. Кому ж знадобилося вбивати елітну сваху? | 6 грудня 2021     |
| 193          | «Чужі гріхи». Неподалік дитячого оздоровчого табору знайдено тіло повії Ярослави Зубко. Вбивця спочатку оглушив дівчину, а потім задушив. У руці жертви детективи виявили монету, а поряд із тілом — фото, зроблене на поляроїд. На знімку зображено долоню з монетою, проте вона не належить Ярославі. А значить, є ще одна жертва злочинця, якого треба знайти швидше, ніж він встиг ще когось убити. Але як знайти того, хто працював максимально акуратно? | 7 грудня 2021     |
| 194          | «Ампула смерті». Співробітники ОСА намагаються врятувати від необачного кроку полковника Шаблія. Несподівано для всіх Віктор Вікторович повідомляє про своє весілля з жінкою, яку знає лише місяць. Шаблій просить Ольгу Косач дати йому відпустку на два тижні, щоб підготуватися до відповідального заходу. Але колеги полковника насторожено ставляться до цієї новини і шукають інформацію про майбутню дружину Віктора Вікторовича. І не дарма, адже наречена — це Ірина Морозова, яка колись була у скандальній радикальній релігійній секті. Члени цієї банди навіть планували теракт, але, на щастя, лідера секти швидко затримали. | 8 грудня 2021     |
| 195          | «Шляхетні мотиви». У своїй квартирі вбито 23-річну Валерію Журко, і перша версія детективів — пограбування. Дівчина працювала репетиторкою англійської мови та брала за свої послуги чималі гроші. Але в телефоні Лєри детективи знаходять багато повідомлень з образливим змістом, і було схоже, що дівчину цькували. І навіть у квартирі Журко на стінах були жахливі написи. Хто ж так ненавидів учительку, що був здатний на вбивство? | 9 грудня 2021     |
| 196          | «Нове життя Жанни». Співробітники ОСА шукають убивцю пенсіонерки Жанни Бобровицької. Понад три десятки років Жанна прожила у законному шлюбі з колишнім офіцером спецзв'язку Валерієм Зайцем, але після розлучення з ним швидко вийшла заміж за іншого. Новим обранцем Жанни став 34-річний Віталій Кравцов, якого донька Бобровицької Ярослава звинувачує у вбивстві своєї матері. Дівчина вважає його простим альфонсом, бо нещодавно застала його на вулиці з іншою жінкою бальзаківського віку. Чи справді Віталій Кравцов пішов на вбивство заради скромної спадщини? | 13 грудня 2021    |
| 197          | «Вбивчий бурштин». ОСА займається розслідуванням самогубства Кирила, сина власника будівельної компанії Петра Драча. Проте експерти швидко встановлюють, що хлопець не сам викинувся з вікна своєї квартири — Кирилу, очевидно, «допомогли». Детективи ОСА знаходять першого підозрюваного у смерті Кирила. Захисник природи Салій давно шукав компромат на батька жертви, але йому вдається надати залізне алібі. Також підозри падають і на самого Петра, але чи міг він насправді вбити свого сина? | 14 грудня 2021    |
| 198          | «Святкова смерть». Напередодні Нового року від отруєння гинуть одразу чотири співробітники управляючої компанії: два диспетчери, сантехнік та електрик. Місцеві жителі постійно скаржилися на компанію, тому що ті або ігнорували прохання людей, або просто погано виконували свою роботу. Найбільше погроз співробітники отримували від двох людей — Вілена Щучкіна та Микити Пилипенка, які сильно постраждали через недбалість управляючої компанії. | 15 грудня 2021    |
| 199          | «Недобрий Дід Мороз». Цього разу детективам доведеться відкласти свої плани на Новий рік, адже їм доведеться шукати свою подругу та колегу капітана Червону. Разом із Гайвороном вона виїхала на справу про пограбування, але стала випадковим свідком іншого злочину. Зловмисник викрав дівчину разом із двома жертвами та вирушив у невідомому напрямку. Тепер колегам Червоної треба зробити все для того, щоб урятувати дівчину, поки вона бореться за своє життя. | 16 грудня 2021    |
| 200          | «Крижане серце». Співробітники ОСА зіткнулися з дивним вбивством. На березі озера було знайдено тіло молодої дівчини, яку заморозили ще за життя. Детективи з'ясували, що жертва — студентка педагогічного університету Іванна Ємець, яка зникла безвісти ще рік тому. Сусідка Іванни Світлана зізналася, що обидві дівчини надавали в столиці інтимні послуги, і в день зникнення Ємець поїхала на зустріч із клієнтом. Якщо саме він її й убив, то навіщо тримав у живих рік, а потім заморозив і залишив тіло у всіх на очах? | 20 грудня 2021    |
| 201          | «Ніжний вік». Під час ранкової пробіжки в місцевому парку спортсмен натрапив на тіло неповнолітньої дівчинки, яка загинула від черепно-мозкової травми. Одразу встановити особу вбитої не вдалося — ані мобільного, ані документів у сумці дівчини не було. На місці увагу оперативників зачепили сліди волочіння та недоїдений батончик. Вочевидь, дівчина була вбита в іншому місці. І, можливо, її смерть — звичайна випадковість. Чи ні? | 21 грудня 2021    |
| 202          | «Поганих вбивати не шкода». У парку в центрі міста знайдено закривавлене тіло студента економічного інституту Данила Суглоба. Вбивця застав хлопця під час вечірньої пробіжки в парку. Злочинець добряче познущався з молодика: переламані кінцівки, таз, ребра, численні рани по тілу та колода, яка була встромлена в горло вбитого… Справжній фільм жахів! Кому звичайний студент міг так насолити? Можливо, Данило став жертвою маніяка? Завдяки експертизі на гілці з місця злочину вдалося знайти потожирові сліди невідомої людини. А на футболці вбитого — такі ж сліди, але вони не належать ані Данилу, ані тому, хто ламав гілки. Виходить, на місці злочину був ще хтось третій? Хто він? | 22 грудня 2021    |
| 203          | «Гени не вирішують». Бездиханне тіло капітана поліції, слідчого Михайла Бутова знайшли в місцевому парку. Вбивця завдав удари ножем у живіт і груди. Такі поранення несумісні з життям… Вбивство Бутова не схоже на пограбування — усі особисті речі, зокрема гроші, були при чоловікові. Здається, причину потрібно шукати у робочих справах! Виявилося: покійник вів гучну справу. Михайло розслідував справу про торгівлю дітьми в місцевому пологовому будинку, у якій головний підозрюваний гінеколог Олексій Станкевич. Лікар продавав дітей, яких попередньо викрадав у малозабезпечених родин, багатим сім'ям, що під час пологів втратили своїх. Невже Олексій вирішив помститися Бутову за розкриття його схеми? | 23 грудня 2021    |
| 204          | «Заповітна мрія». Співробітники ОСА шукають убивцю відомого шеф-кухаря Олега Броннікова. Тіло чоловіка було знайдено на занедбаному будівництві. Олегу проломили череп, але криміналістка встановила, що травма не була смертельною. Олег помер від анафілактичного шоку через попадання в його трахеї арахісу. Детективи з'ясували, що Олег Бронніков був ведучим кулінарного шоу і багато учасників його ненавиділи. А один із них навіть напав на Олега на очах у решти конкурсантів. Чи могла помста скривдженого кухаря стати причиною вбивства? | 31 січня 2022     |
| 205          | «Покарання зрадника». Детективи ОСА розслідують вбивство австралійця Ендрю Вайта. Офіційно хлопець прибув до України, щоб одружитися зі своєю дівчиною Надією Квіткою, а неофіційно — щоб проникнути на Чорнобильську зону відчуження. Але планам Ендрю не судилося здійснитися, адже хтось жорстоко вбив молодого австралійця. Уайта вдарили по голові каменем, на якому лаком для нігтів було написано його ім'я. Кому встиг насолити Ендрю за недовге перебування в Україні? | 1 лютого 2022     |
| 206          | «Такі різні брати». У своїй квартирі було вбито Костянтина Марцелюка — солідного бізнесмена, який володів будівельною компанією. Судячи з усього, вбивця був у стані афекту і завдав Марцелюку кілька ударів по голові важким предметом. Але детективи зіткнулися з одним дивним фактом. На руці Костянтина було старе татуювання зі змєю уроборос — символом нескінченності родом зі Стародавнього Єгипту. Але на фотографіях, які були зроблені буквально рік тому, Марцелюк не має жодного тату. Як таке могло статися? | 2 лютого 2022     |
| 207          | «Дійти до краю». Співробітники ОСА розслідують дивне вбивство медсестри Галини Сташинської, чиє тіло було знайдено колегами у дворі лікарні. Злочинець не просто вбив жертву, а й чомусь влив у її рот донорську кров. Сусіди Галини розповіли, що у неї були конфлікти з вітчимом, який постійно вимагав у неї гроші. Але якщо він справді вбив свою падчерку в стані афекту, то навіщо зробив дивну маніпуляцію з донорською кров'ю? | 3 лютого 2022     |
| 208          | «Око за око». Співробітники Особливої слідчої агенції розслідують вбивство школярки. Дівчинку знайшли у сміттєвому баку із затягнутим собачим повідцем навколо шиї. Причина смерті — загибель клітин головного мозку через раптове припинення кровообігу. А вже після загибелі дівчинки вбивця вирізав у неї серце. На тілі жертви також була знайдена дивна записка з написом: «Здохни, шкуродерко». Детективи ОСА припускають, що вбивцею міг стати неадекватний захисник природи, який підозрював дівчинку у жорстокому поводженні з тваринами. Але чи це так насправді? | 7 лютого 2022     |
| 209          | «Печерська різня». Співробітники ОСА розслідують криваву різанину в кав'ярні в центрі столиці. Невідомий убив баристу Михайла Зорю, відвідувача Сергія Багрія, а також тяжко поранив офіціантку Арину Ненько. Дивно, що у всієї трійці молодих людей були кнопкові телефони, а не сучасні смартфони. Однак детективи з'ясували, що жертви дзвонили лише одне одному з цих девайсів, а під кафе слідчі знайшли таємний підземний хід. Все вказує на те, що Сергій, Арина та Михайло були членами банди, яка планувала щось незаконне. Можливо, у них був і четвертий спільник, який вирішив позбутися непотрібних «друзів». | 8 лютого 2022     |
| 210          | «Секрет фірми». ОСА на чолі з Ольгою Косач знову розкриє злочин, розслідувати який під силу лише найкращим детективам країни. У селищі Вербівка лише одна тема для обговорень — нова стільникова вежа, будівництво якої місцеве населення завзято бойкотувало. Люди влаштовували мітинги та навіть запрошували екстрасенсів, щоб довести, що вежа шкідлива і є інструментом зомбування народу. Але зараз у мешканців Вербівки з'явиться новий привід для дискусії, адже біля вежі було знайдено труп молодого пивовара Вадима Матвійчука. Чи пов'язане його вбивство з мітингами у Вербівці? | 9 лютого 2022     |
| 211          | «Голос з того світу». Співробітники ОСА розслідують вбивство Олексія Лисиченка. У молодості чоловік добре заробляв як актор-лялькар, проте дружина Олена не схвалювала заняття чоловіка. Вона вмовила його вкласти гроші у бізнес і невдовзі Лисиченки вже були власниками п'яти магазинів. Але Олексій більше не міг жити без улюбленої справи, знайшов роботу у своїй сфері і пішов від дружини до молодої коханки. Олена настільки не хотіла ділити доходи з колишнім чоловіком, що привселюдно клялася, що вб'є Олексія, але не віддаватиме йому частину бізнесу. І згодом Лисиченка справді вбивають, але Олена клянеться, що не робила цього, а скоріше навпаки — хотіла повернути стосунки з колишнім чоловіком. | 10 лютого 2022    |
| 212          | «Лігво звіра». Поруч зі сторожовим будиночком у лісі місцевий житель Геннадій Копитько та його сусідка Крістіна Зотова знаходять труп невідомої жінки. Все тіло жертви обгоріло настільки, що криміналісту ОСА не вдається отримати ДНК для встановлення особи жінки. У сторожовому будинку детективи знаходять вівтар убивці: кілька фото молодих дівчат, чиї обличчя маніяк старанно замальовував. Можливо, одна з цих дівчат і є тією жертвою, яка зараз лежить на столі криміналіста ОСА. Але як дізнатися, хто саме? І чи живі зараз решта дівчат зі знімків? | 14 лютого 2022    |
| 213          | «Ритуальні послуги». ОСА займається справою Миколи Погребняка — директора фірми ритуальних послуг, який раптово помер просто на вулиці. За словами очевидців, Микола перебував у неадекватному стані та розмовляв з нібито духами. Криміналіст ОСА знайшла причину такої поведінки чоловіка. У його крові був пекельний коктейль токсинів, який і викликав так званий атропіновий психоз. Але хто й навіщо отруїв Миколу Погребняка? І чи це пов'язано з його бізнесом? | 15 лютого 2022    |
| 214          | «Таємниця з кількома невідомими». Детективи ОСА розслідують вбивство Романа Марущенка — 50-річного власника мережі будівельних магазинів. Там, де було знайдено тіло Романа, місцеві жителі чули один постріл. А поряд із трупом детективи знайшли дивний слід — відбиток ступні, на якій відсутній великий палець. Коли детективи прийшли обшукати будинок Романа, то зрозуміли, що були не першими, хто вирішив понишпорити у речах Марущенка. Слідчим ОСА доведеться довго розбиратися в цілому букеті різних доказів, перш ніж вони знайдуть справжнього злочинця. | 16 лютого 2022    |
| 215          | «Секрет Казанови». На очах пасажирів маршрутки помирає 77-річний інвалід третьої групи Степан Шпинько. Чоловік падає замертво, перегородивши шлях автобусу. Пасажири транспортного засобу показують детективам відео зі своїх телефонів. Перед тим як вискочити на проїзну частину, пенсіонер біг уздовж дороги зі швидкістю приблизно 30 кілометрів на годину. А експертиза показала, що на момент смерті в організмі Шпинька був зависокий рівень адреналіну. Детективи ОСА мають всі підстави вважати, що Степан експериментував із ліками, але незабаром відкидають цю версію. Біля будинку Шпинька вони зустрічають ще одного пенсіонера — чоловік тягне на собі величезний бетонний блок, після чого непритомніє. Тепер детективи впевнені, що хтось спеціально труїть пенсіонерів, та починають шукати злочинця.                                                                                              | 21 лютого 2022    |
| 216          | «Гігабайти таємниць». Вбито власницю принт-центру в селі Ромашівка Поліну Котову. Місцева поліція припускає, що її позбулися через матеріали, які Поліна копіювала напередодні. У системному блоці на її комп'ютері зник жорсткий диск, і лише фахівці ОСА можуть частково відновити видалені дані. Криміналіст робить висновок, що Поліну задушили кабелем з кабінету, а вбивця носив рукавички з оленячої шкіри. | 22 лютого 2022    |
| 217          | «Зниклі безвісти». Детективи займаються справою про зникнення сім'ї Фірсових: 42-річного бізнесмена Станіслава, його дочки Асі та сина Кості та нової дружини Валерії Артюхової. Про зникнення заявила тітка Станіслава, яку той попросив прийти та посидіти з Костею. Однак жінка застала лише порожню квартиру. У будинку залишилися всі особисті речі, ключі та навіть мобільні телефони всіх членів родини. Невже Фірсових викрали? | 23 лютого 2022    |
| 218          | «Молочні ріки». Тіла подружжя Інни та Вадима Носенків знайшли на березі ставка в безлюдному місці. Чоловік – директор центру альтернативних пологів. Він практикував «оргазмічні пологи» – своєрідний метод народження дитини, під час якого жінка отримує задоволення. Його жінка Інна працювала в центрі чоловіка й активно просувала грудне вигодовування. Пара має дворічного сина Гліба, якого імовірно викрали. На місці злочину оперативники знайшли пустий дитячий візочок і дитячий одяг. За що подружжя Носенків відправили на той світ? І куди зник Гліб? ОСА починає розслідування заплутаної справи. | 20 лютого 2023    |
| 219          | «Милий, дорогий, коханий». Знайдено тіло охоронця приміщення інтернет-магазину Геннадія Владиславовича Прокопенка. Детективи ОСА терміново виїжджають на місце злочину і починають огляд трупа. Проте ні крові, ні слідів насилля на жертві не виявлено, що наштовхує слідчих на висновок – Геннадія отруїли. На столі біля тіла Прокопенка детективи знаходять залишки міні-фуршету: дешеві коньяк і цукерки. Слідчі припускають, що напередодні смерті Геннадій проводив час з жінкою, яка й може бути ймовірною вбивцею. Але чи так це насправді? | 21 лютого 2023    |
| 220          | «Гра у піддавки». Особлива слідча агенція розслідує обставини смерті Соломії Петренко. Чоловік Сергій знайшов тіло дружини з простреленою головою, коли повернувся з відрядження. Все схоже на самогубство, хоча й подібний метод позбавлення себе життя не притаманний жінкам. Оглянувши квартиру Петренків, детективи роблять висновок, що Соломію вбили, причому перед смертю над жінкою чинили фізичне насилля. Одна з сусідок повідомила слідчим, що напередодні бачила Соломію з незнайомцем на синій іномарці. Хто цей чоловік і чи пов’язаний він із вбивством Петренко? | 22 лютого 2023    |
| 221          | «Маленький пророк». лідчі ОСА розслідують загадкове вбивство 22-річної студентки Аліни Безкоровайної – нареченої відомого продюсера Стефана Карякіна. Дівчину задушили панчохою, а в квартирі немає жодних слідів злому. Патологоанатом встановив, що півроку тому Аліна зробила багато пластичних операцій – змінила форму губ, носа, розріз очей, вколола ботокс і вставила імпланти в груди. Проте звідки у неї гроші на ці процедури? Адже студентка познайомилась із майбутнім нареченим буквально пару місяців тому. Можливо відповідь на це запитання виведе детективів на слід вбивці? | 23 лютого 2023    |
| 222          | «Смерть у пробірці». Особлива слідча агенція розслідує смерть Раїси Цісарчук – вночі жінка подзвонила до служби порятунку та повідомила, що помирає від страшного вірусу. З’ясувалося, що Раїса працювала в «МЕДБІОЛАБ» – центрі вірусології, який наразі шукає антидот від штучного вірусу. Детективи ОСА в серіалі Слід 2023 починають огляд лабораторії, коли в ній помирає ще один співробітник. І, на жаль, від нього встигає заразитися слідча агенції, пані капітан Влада Берізка. Тепер треба не просто знайти вбивцю двох працівників «МЕДБІОЛАБ», а й врятувати життя детектива. | 27 лютого 2023    |
| 223          | «Таємниці безглуздих смертей». Загибель Федора Павловича Дороха стала шоком для його родини – чоловік випав з вікна посеред білого дня на очах у нажаханих підлітків. Дружина загиблого Інга розповіла, що вони з Федором жили у щасливому шлюбі вже 20 років, в них є донька і успішний бізнес. Нещодавно Дорох уклав вигідну угоду, яка принесла йому дохід у вигляді шестизначної суми. Схоже, що у Федора Дороха настала справжня біла полоса у житті. Тому не дивно, що агенти ОСА не вірять у його самогубство і починають шукати вбивцю. | 28 лютого 2023    |
| 224          | «Кохай мене». Випадковий перехожий знаходить у парку тіло невідомого чоловіка. Обличчя жертви цілковито понівечене, а на потилиці величезний слід від удару тупим предметом. При чоловікові детективи не знаходять ані документів, ані телефона, ані грошей. Тож цілком можливо, що це було пограбування. Проте навіщо грабіжник перетворив обличчя жертви на криваве місиво? Відповідь на це запитання допоможе співробітникам ОСА розкрити цю справу. | 1 березня 2023    |
| 225          | «Криваве весілля». ОСА розслідує вбивство 25-річної Галини Манзюк – менеджерки магазину з продажу чаю. Дівчину скинули з моста неподалік Ірпінського пансіонату «Райдуга», а також завдали численних ударів по голові вже після падіння. Детективи ОСА з’ясували, що Галина зустрічалася з сином власника компанії, в якій працювала, – Романом Каштановим. І саме в родині Каштанових слідчі почнуть шукати того, в кого був мотив позбутися Галини. | 2 березня 2023    |
| 226          | «Зустріч випускників». Слідчі ОСА посеред ночі терміново виїжджають до села Вишняки, що на Київщині. Молоді люди, що зібралися на зустріч випускників місцевої школи, знайшли тіло свого однокласника – Ігоря Карцова. Принаймні так їм здалося на перший погляд. В серіалі Слід 2023 з’ясувалося, що загиблий – це Роман Савчук, який чомусь був одягнений у речі Ігоря, а також мав при собі його документи. | 6 березня 2023    |
| 227          | «Мертві душі». Юлія Рябуха та Роман Славський найдені застреленими на заміській дачі останнього. Жертви лежали у ліжку, були роздягнені і все виглядало так, наче вони коханці. Детективи з’ясували, що Юлія та Роман працювали в одній компанії, проте дивно інше – пара не підтримувала зв’язок ні через месенджери, ні по телефону, ні через соціальні мережі. А судмедексперти встановили, що у Юлії та Романа напередодні смерті не було сексуального контакту. Тож що вони тоді робили в одному ліжку? Відповідь на це запитання і дозволить слідчим ОСА знайти вбивцю. | 7 березня 2023    |
| 228          | «Елементарно, Римар». На вулиці знайдено тіло Олексія Петрученка – колишнього кримінального репортера. Причиною смерті стала черепно-мозкова травма, а знаряддям вбивства став автомобільний акумулятор. Детективи з’ясували, що Олексій вів блог «Український Шерлок», у якому висвітлював ті чи інші злочини і виказував з приводу них доволі контраверсійні думки. Чи можливо, що комусь з героїв розслідувань Петрученка не сподобалося те, що показав у своєму блозі Олексій? Але чи було це достатньою підставою для вбивства? | 8 березня 2023    |
| 229          | «Токсичні мотиви». Особлива слідча агенція з’ясовує обставини загибелі майстра з ремонтних робіт Олексія Руденка. Його тіло знайшла власниця будинку, в якому чоловік робив ремонт. Підозри падають саме на неї, адже жінка знала, як поводитись зі знаряддям вбивства – монтажним газовим пістолетом. Але який тоді у неї мотив? Шукати вбивцю Олексія Руденка будуть найкращі детективи країни. | 9 березня 2023    |
| 230          | «Маланка». Експерти ОСА розслідують вбивство студента Саші Ветренко. Хлопець навчався в Академії театру та кіно і помер під час одного з іспитів. Сашко якраз виконував документальну імпровізацію, в який грав роль безхатька, аж раптом впав замертво. Детективи ОСА в серіалі Слід 2023 відмітили, що шкіра Ветренка була зовсім білад, зіниці розширені, а з рота йшла піна. Все схоже на отруєння, проте як студент міг отруїтися, знаходячись у всіх на очах? І кому знадобилася смерть звичайного студента-актора? | 13 березня 2023   |
| 231          | «Засліплююча любов». В ОСА розслідують обставини загадкової ДТП. За кермом свого автомобіля гине 39-річна Сніжана Куліш, проте списати її смерть на нещасний випадок не можна. Відеореєстратор у машині Сніжани показав, що за мить до катастрофи хтось на дорозі направив в обличчя жертви зелений промінь – лазер, який буквально спалив очі Куліш. Встановити особу вбивці буде складно, адже на відео неможливо розгледіти силует злочинця. | 14 березня 2023   |
| 232          | «Холодне серце». Детективи ОСА розслідують вбивство слюсаря Василя Хижого, чиє тіло було знайдено в погребі на дачі колишньої дружини. Метод вбивство, м’яко кажучи, оригінальний. Тіло чоловіка заморозили в спеціальному пристрої і тільки після цього привезли у будинок. У серіалі Слід 2023 детективи намагаються знайти мотив для скоєння злочину, проте це виявилося зробити не так просто. У нього не було ворогів, а також не було великих статків, заради отримання яких його б могли вбити члени родини. Тоді кому знадобилося позбавляти Василя життя, ще й у такий витончений спосіб? | 15 березня 2023   |
| 233          | «Плата за шлюб». На парковці бізнесі-центру знайдено тіло чоловіка середнього віку: жертві двічі вистрелили в груди та пограбували. Детективи знаходять у лужі крові біля жертви зуб, який не належить вбитому. А криміналісти ОСА встановлюють, що чоловік був інсулінозалежним діабетиком, на якого чекала б гіпоглікемічна кома, якби його не вбили. Тож хто цей чоловік з парковки та хто позбавив його життя? | 16 березня 2023   |
| 234          | «Батьківський інстинкт». У лікарні в містечку Русланівка стався теракт – принаймні так вважає місцева поліція. Проте коли на місце виїжджають співробітники ОСА, вони з’ясовують, що дим у приміщенні не містив хімікатів, а був викликаний звичайною димовою шашкою. Дільничний Русланівки висуває ще одну версію – злочинці хотіли викрасти сильнодіючі наркотичні препарати з хірургічного відділення. А головний лікар так і взагалі вважає, що йому пакостить його попередник за втрачену посаду. То яка ж з цих версій правдива? | 20 березня 2023   |
| 235          | «Акція відплати». Експерти ОСА розслідують вбивство Олега Зінкевича та його водія – чоловіків застрелили на паркінгу будівлі. Виявилося, Зінкевич у минулому був капітаном МВС і навіть співпрацював з головою ОСА Ольгою Косач. Детективи з’ясували, що до своєї смерті Олег володів фірмою «ПроV», яка пропонувала незвичайні послуги своїм клієнтам. Команда Зінкевича могла помститися за несправедливе звільнення або подружню зраду – все це, звичайно ж, за гроші, проте в рамках законів України. Можливо, саме така діяльність і стала причиною смерті бізнесмена. Проте детективи знайдуть і більш цікаві деталі життя приватного месника. | 21 березня 2023   |
| 236          | «Чекай мене». Співробітники ОСА візьмуться за розслідування вбивства журналіста. Іван Дровчук – редактор телевізійної програми «Я йду тебе шукати», яка допомагає об’єднувати сім’ї. Злочинець дочекався Дровчука на парковці і наніс йому три ножових поранення. Судмедексперти з’ясували, що удари наносила людина, яка розбирається в людський анатомії, адже всі три удари прийшлися чітко в серце, сонячне сплетіння та печінку. Можливо, саме ця інформація допоможе детективам знайти вбивцю Дровчука? | 22 березня 2023   |
| 237          | «Любов зла». Мати Діани Жабенюк знаходить свою доньку вбитою на орендованій квартирі. За офіційною інформацією Діана працювала бренд-менеджером у торговельній компанії, проте виявилося, що це була не єдина робота дівчини. Детективи знаходять в машині Діани флешку, а на ній – відео сексуальних втіх Діани з різними чоловіками. Невже Жабенюк була повією? Та чи міг її вбити чоловік, який був в квартирі Діани напередодні її смерті? | 23 березня 2023   |
| 238          | «Потрійна гра». Співробітники ОСА вирушають на розслідування подвійного вбивства в заміському клубі «Еліт». Жертви – дружина банкіра Таміла Марусич та її коханець, тренер з тенісу Іван Єнченко. Підозра падає на чоловіка Таміли Олега, який знайшов тіла жертв і саме знаходився в клубі в той час, коли вбили коханців. Однак невдовзі в «Еліті» знаходять мертвим одного зі співробітників, чию смерть злочинець намагався виставити як самогубство. Чи пов’язані ці два вбивства? | 27 березня 2023   |
| 239          | «Вовча яма». Труп 65-річного фермера Івана Чинюка знайшла сусідка. Характер поранень на тілі жертви схожий на те, що Івана пошматував дикий звір. Співробітники ОСА дізнаються, що Чинюк займався фермою один – у нього не було ані родини, ані помічників. Але найжахливіше з усього те, що в одній з кліток для тварин Іван вочевидь силоміць утримував людину. Тож чи дійсно Чинюка вбила тварина? Чи таємничий в’язень Івана нарешті помстився своєму кривднику? | 28 березня 2023   |
| 240          | «Під прикриттям». Співробітники ОСА візьмуться за розслідування вбивства 36-річного бізнесмена Кузьми Мухіча. Чоловік мав невдовзі одружитися, проте на його парубоцькій вечірці сталася трагедія. В сауні Кузьма, його друзі та дівчата з ескорту веселилися та вживали алкогольні напої, коли раптово знепритомніли. А коли прийшли до тями, то побачили мертве тіло Мухіча – злочинець прив’язав його до стільця, задушив та відрізав язика. Кому знадобилося вбивати дрібного бізнесмена в такий страшний спосіб? | 29 березня 2023   |
| 241          | «Непотріб». Цього разу співробітники ОСА зіштовхнуться зі справою, яка торкнеться їх особисто, адже у злочині замішаний їхній друг та колега Тарас Римар. Детективи візьмуться за розслідування з особливим завзяттям до цієї справи. | 23 жовтня 2023    |
| 242          | «Щурячий король». Агенти ОСА взялися за серйозну та термінову справу – вбито їхню колегу, слідчу Юлію Руду. Перше та логічне припущення – жінку позбавили життя через робочі справи. Стало відомо, що перед смертю Юлія розслідувала справу про вбивство громадянина Бельгії Жоржа Мілового. Можливо, підозрюваний у цьому злочині вирішив помститися слідчій таким жорстким методом та замести за собою сліди? | 23 жовтня 2023    |
| 243          | «Остання двійка». Прибувши на виклик, детективи знаходять тіло молодого хлопця Романа Лещенка. Виявляється, що це студент одного з університетів, який підробляв репетитором для випускників. Спершу все вказує на те, що хлопець не мав ворогів. Однак згодом у серіалі Слід 2023 виявляється, що заробітку з репетиторства йому було недостатньо. У Романа вдома виявили другий телефон з багатьма пропущеними дзвінками та повідомленнями з погрозами. Чим насправді заробляв на життя хлопець? Що стало основним мотивом злочину: гроші чи помста? | 24 жовтня 2023    |
| 244          | «Без жалю». В дворі одного з житлових будинків знайшли тіло кур’єра. Слідчі ОСА, оглянувши місце події, зрозуміли, що інцидент стався в іншому місці. Склад злочину був дуже схожий на справу банди Лазуткіних. Невже тоді поліцейські помилилися та посадили за грати не тих? | 24 жовтня 2023    |
| 245          | «Заборонений плід». Агенти ОСА беруться за нове розслідування. Тіло молодої експертки Бюро будівельних експертиз Марини знайшли бездиханним біля її кабінету. З’ясувалося, що дівчину отруїли. Після детального огляду виявляється, що Марина була на 2-му місяці. Колишній коханець дівчини, а водночас підозрюваний, йде з життя просто на допиті. Слідчі змушені копати глибше. Вони розуміють, що у справі замішані великі гроші. Однак досі невідомо, що стало мотивом злочину: робота чи кохання? | 25 жовтня 2023    |
| 246          | «Дівчина без гальм». У лісі оперативники натрапили на страшну знахідку – тіло дівчини, яке було повністю обвуглене. З огляду на те, як розплавилося скло, що було знайдене біля вбитої, хтось навмисне її підпалив, застосовуючи каталізатори. Це доводять і сліди волочіння – злочинець навмисне привіз тіло дівчини в ліс, аби приховати сліди вбивства. Хто наважився на таке? І який мотив? | 25 жовтня 2023    |
| 247          | «Двійник». В місті працює банда грабіжників, яка викрадає дівчат та забирає в них дорогоцінні речі. Капітан Шаблій під виглядом патрульного зупиняє підозрюваного у справі. Під час затримання він змушений застосувати силу, а випадковий свідок фіксує це на відео та викладає в соціальні мережі. Тепер весь відділ працює над відновленням хорошої репутації після скандалу. Для цього використовують знімальну групу, яка планує створити серіал про спецагентство ОСА. Під час виїзду на місце злочину гине акторка, яка мала грати роль пані капітана Червоної. Це співпадіння чи спланований напад на працівників ОСА? | 26 жовтня 2023    |
| 248          | «Дім, милий дім». На вулиці знаходять бездиханне тіло 18-річного Назара. Слідчі з’ясовують, що хлопець з багатодітної сім’ї, яка нещодавно придбала кімнату у 2-кімнатній квартирі. Кілька днів тому Назар мав конфлікт з їхнім сусідом Романом та навіть написав заяву про напад. Роман пробув три дні в СІЗО та звільнився якраз напередодні трагедії. Агенти ОСА знайдуть знаряддя злочину в кімнаті сусіда Назара. Та виявиться, що все набагато заплутаніше. Детективи змушені будуть розшукувати співмешканку Романа. А також його колишню дружину. Що стало мотивом злочину: жага до грошей чи безвихідь? | 26 жовтня 2023    |
| 249          | «Гра в самогубство». Агенти ОСА розслідують обставини театральної вистави, що закінчилася трагічним фіналом. За п’єсою актриса мала випити отруту і зіграти смерть. Проте драматургічний твір перейшов у реальність, і жінка померла після випитого бокалу вина. Чи було сплановане таке завершення вистави? Якщо так, то ким? Слідчі знайдуть у вині отруйну речовину – миш’як. Чи було це самогубство або хтось приклав руку та скоїв злочин проти відомої актриси театру? Розбиратимуться агенти Особливої слідчої агенції. | 30 жовтня 2023    |
| 250          | «Судний день». Пошматована та обезголовлена – саме такою в парку знайшли молоду студентку. Приваблива дівчина, яка подавала надії, була вбита за одну ніч. Злочинець порізав її тіло на шматки, а голову насадив на осиновий кілок. Небесна шокована такою жорстокістю, але саме це вбивство змусило її пригадати лекції з історії криміналістики. Викладач розповідав, що понад 100 років тому в тому самому парку сталося ідентичне вбивство і душогуба стратили. Можливо, теперішній вбивця надихнувся цим злочином? Доведеться розбиратися детективам ОСА. | 30 жовтня 2023    |
| 251          | «Ведмежа послуга». В будинку бізнесмена Теодора Вадоша стається пожежа, в результаті якої чоловік гине. Прибувши на місце події, детективи ОСА дізнаються, що Вадош вже давно не хотів жити. Однак стає очевидно, що хтось допоміг йому вкоротити віку, адже біля будинку знайшли сліди підпалу. Агенти ОСА підозрюють молоду дружину Вадоша. Однак дівчина запевняє, що вона ніколи б так не вчинила. Детективи дізнаються, що Теодор відвідував психолога. Із заповіту стає відомо, що саме йому могла бути вигідна загибель бізнесмена. Чи зможуть агенти ОСА розгадати справжній мотив та знайти злочинця? | 31 жовтня 2023    |
| 252          | «Вітер зриває листя». Зниклого хлопчика Даню Семенова знаходять у закинутій будівлі біля понівеченого трупа. ОСА встановлює, що родина Дані не має жодного відношення до вбитого наркоділка Зуденка. Того ж дня знаходять ще одне закривавлене тіло невідомого, вбитого аналогічним способом. Але цього разу до жертви приводить загублений песик у GPS-нашийнику. Навіщо вбивця сам виводить слідчих на місце злочину? | 31 жовтня 2023    |
| 253          | «Баба вогонь». В закинутому будинку знаходять тіла двох молодих хлопців. Слідчі з’ясовують, що обоє напередодні вляпалися в халепу та дуже зганьбили деканесу свого факультету. Ролик із жінкою під дією небезпечних речовин вже зібрав 1,5 мільйона переглядів. Агенти ОСА зрозуміють, що жінка занадто приголомшена, щоб піти на такий злочин. Тож підозра перейде на дочку пані декана. Однак вже скоро стане очевидно, що справа набагато більш заплутана. Адже хлопці заробляли на тому, що продавали заборонені речовини. Можливо їм помстилися незадоволені клієнти? | 1 листопада 2023  |
| 254          | «Небезпека рецидиву». На трасі далекобійник збиває невідомого чоловіка, проте криміналісти встановлюють, що над жертвою познущалися до аварії. Невідомим виявився бізнесмен Віталій Стадник – в чоловіка вистрілили декілька разів, після чого закопали, коли той ще був живий. Йому вдалося вибратися з могили, однак довго з такими пораненнями було не прожити, навіть якби чоловіка не збила вантажівка. Тож кому знадобилася смерть бізнесмена? | 1 листопада 2023  |
| 255          | «Сталкер». Вероніка зовсім не має близьких людей. Єдиний, хто приділяє їй увагу, – двірник Юрій. Дівчина вважає його сталкером, однак допомогти їй ніхто не може. Тож вона завела блог, в якому розповідала про симпатію Юрія до неї. Одного ранку тіло двірника знаходять біля будинку. У небезпеці опиниться й сама дівчина. Агенти ОСА знайдуть Вероніку пораненою у власній квартирі. На щастя, є шанс врятувати дівчину. Але хто міг вчинити такий страшний злочин? Невже Юрій вирішив воз’єднатися з коханою на небесах? | 2 листопада 2023  |
| 256          | «Майже англійське вбивство». Вероніка Євич пішла з життя прямо в лікарні. Важливо, що жінка була там лише відвідувачкою, а її чоловік бізнесмен Сергій Євич проходив лікування. Агенти ОСА з’ясували, що жінку отруїли. Хоча небезпечна речовина нібито призначалась для Сергія, Вероніка випадково випила його каву. Під підозрою буде дочка Сергія, яка не дуже ладнала з батьком і мачухою. Пізніше з’ясується, що до палати в день злочину мали доступ багато осіб. А частина з них тісно пов’язана з аварією, яка сталася 6 років тому. Можливо хтось вирішив помститися за давню образу? | 2 листопада 2023  |
| 257          | «Нема дороги назад». Тіло студента Романа Окунєва знайшли в його будинку. Про злочин повідомили анонімним дзвінком. За допомогою дослідження слідчим вдалося встановити, що голос жінки був наляканим та з відчуттям провини. Невже злочинниця сама подзвонила в поліцію? Агенти ОСА знайдуть дівчину, яка повідомила про злочин. Виявляється, вона була коханою Романа. Тепер підозра падає на батька дівчини, адже він дуже не любив хлопця та навіть погрожував йому. Невже батьківська любов та опіка стала причиною злочину? | 6 листопада 2023  |
| 258          | «Очі матері». Знайдено тіло Ірини Дмитрук – продавчині невеликого магазину. Жінку не просто вбили, її також катували та вирізали очі. Детективи зʼясовують, що в місті вже траплялися подібні злочини, а це означає що орудує серійний маніяк. Тепер залишилося зʼясувати, як саме повʼязані ці жертви, чому вбивця обрав саме їх та яке відношення до цієї справи має один з детективів ОСА | 6 листопада 2023  |
| 259          | «Остання крапля». Детективи беруться за розслідування вбивства начальника пожежної безпеки міста Задніпровсько Ігора Петровича Самайди. Чоловіка задушили у власній автівці, а труп навіть не намагалися приховати. Підозри падають на його племінницю Надію Ліпченко, яка є пожежницею та підлеглою Самайди. Виявилося, що напередодні загибелі Ігоря Петровича, він про щось сварився з племінницею у своєму кабінеті – принаймні саме такий висновок можна зробити з відео з камери спостереження. Звуку на записі немає, а отже детективам доведеться самим з’ясувати, чому посварилися жертва та підозрювана? | 7 листопада 2023  |
| 260          | «Кохання, коштовності, кров». До ОСА прийшла стривожена та налякана медсестра місцевої лікарні. В реанімації дівчина доглядала 75-річну Ірину Могульську, яку доставили туди у важкому стані. В руці жінки медсестра знайшла моторошне фото з зображенням закривавленої дівчини та написом: «Скажеш ментам, уб’ю!». Детективи швидко з’ясували, що на фото – двоюрідна онука Ірини Сергіївни, студентка, яка ймовірна проживала разом з бабусею. Де ж тепер дівчина? Та які вимоги у викрадачів? | 7 листопада 2023  |
| 261          | «Життя та смерть Вітаса». Агенція ОСА взялася розслідувати загадкове вбивство евакуювальника Вітаса Гордієнка. Тіло чоловіка знайшли в багажнику Миколи Зименка, директора IT-компанії, який напився настільки, що події кількох останніх днів випали з його пам’яті. Чоловік не пам’ятає, чи коїв він злочин, проте зміг довести свою непричетність до справи. Під час допиту батька Гордієнка криміналісти дізналися, що Вітас мав багато ворогів. Через нестерпний характер він любив псувати людям життям, тому смерті евакуювальника багато хто зрадів. Але хто з ображених знайомих жертви міг професійно заколоти свого ворога? Чи вбивця скоїв злочин через інший мотив? | 8 листопада 2023  |
| 262          | «Сіра миша». Водій, який віз будівельні матеріали з області до столиці, знайшов у кузові своєї вантажівки щось дійсно жахливе. Тіло невідомої дівчини – гарно вдягненої, на підборах, але без телефона та документів при собі. Чоловік одразу ж викликав правоохоронців, й на місце виїхали детективи ОСА. Спочатку водій вантажівки сказав, що ніде не зупинявся, проте пізніше виявилося, що це брехня. Машина деякий час була припаркована біля будинку його коханки, й ймовірніше за все тіло нещасної закинули в кузов, поки водій розважався. Тож тепер треба шукати голку в копиці сіна. | 8 листопада 2023  |
| 263          | «З висоти пташиного польоту». Вбито завучку приватної гімназії та вчительку історії Марину Горбаль. В жінки не було родичів, але була двокімнатна квартира. Можливо Марина стала жертвою чорних ріелторів? Виявилося, що в Горбаль були вороги у школі. Близько року тому в класі Горбаль учениця завагітніла від однокласника. Попри те, що в парочки були серйозні стосунки та наміри одружитися, Горбаль влаштувала скандал. І змусила обох піти на домашнє навчання. Тож чи могли вони помститися завучці? | 9 листопада 2023  |
| 264          | «Та, що харчується кровʼю». Співробітники ОСА виїжджають на розслідування пограбування банку. Вбито інкасатор та поранено охоронців, а на камерах спостереження можна побачити втікаючих грабіжників. З'ясовують злочинців було двоє, й очевидно одного з них було важко поранено. Пізніше того ж дня детективи разом з кінологами знаходять і авто, і квартиру грабіжників. Однак, коли слідчі зайшли в приміщення, то побачили лише трупи злочинців. Розбиратися в цій заплутаній справи візьмуться в ОСА. | 9 листопада 2023  |
| 265          | «Пташка Фенікс». У власному дворі вбивають професора патологоанатома Крижанівського. За три дні до вбивства біля моргу в його клініці від жаху сивіє та помирає пацієнт з хворим серцем. Але що саме він побачив – невідомо. В ОСА з’ясовують, що два тижні тому патологоанатом завіз до прозекторської апарат штучної вентиляції легенів. Що ж відбувалося у морзі? Та як з цим пов’язані обидві смерті? | 13 листопада 2023 |
| 266          | «Римар в опалі». Події відбуваються в березні 2022 року, коли ОСА розслідують вбивство власника однієї з найбільших фірм столиці Віталія Фоміна. У детективів мало зачіпок, але вони точно знають, що в квартирі, де вбили Віталія, була ще й невідома жінка. Виявляється, що в Тараса Римаря є особистий інтерес в цій справі. Два роки тому Тарас вів справу про зґвалтування Віталієм студентки, але нічого довести не зміг. | 13 листопада 2023 |
| 267          | «Курʼєр». Курʼєра служба доставки «Експрес Їжа» Піддубного задушили у підʼїзді багатоповерхівки. Під підозру детективів одразу попадає колега жертви Чубаров, який погрожував Піддубному. Але згодом виявилося, що хлопець не винний в цьому вбивстві. А от примхливий клієнт, якому Піддубний ніс замовлення, чомусь раптово зник. Невже замовник вбив курʼєра? Але за що? Детективам доведеться ретельно покопатися в житті жертви, щоб знайти того, хто бажав йому смерті? | 14 листопада 2023 |
| 268          | «Подарунок від зайчика». Детективи починають розслідування смерті матері-одиначки Антони Цимбалюк та її пасажира – невідомого хлопця, якого дівчина знайшла через спеціальний застосунок з пошуку попутників. Детективи невдовзі встановлюють особу другої жертви. Ним виявився Максим Савенко, однак по базі він числиться як мертвий. Але два місяці тому. Як так сталося, що Максим «помер» двічі? І яке до цього відношення має Антоніна? | 14 листопада 2023 |
| 269          | «Здобич водяника». Особливій слідчій агенції доведеться мати справи з потойбічними силами. Принаймні саме в цьому їх намагаються запевнити жителі одного з невеличких селищ на Київщині. Вони вірять, що таємнича істота за прізвиськом водяник забирає на той світ їхніх односельчан. Тому, коли в річці було знайдено труп вдови фермера, вони одразу списали все на водяника. Проте детективи ОСА підозрюють, що за водяником може приховуватися справжній злочинець. Який не просто перерізає жертвам горло та топить у річці, а ще й розрізає живіт. А нутрощі зʼїдають собаки… Хто ж здатен на такий злочин? І який мотив? | 15 листопада 2023 |
| 270          | «Час повертати борги». Детективи ОСА беруться за розслідування жахливого злочину. Невідомі спалили Геннадія Кобернюка – хлопця накачали нейропаралітиками та підпалили. Хлопчина не міг поворохнутися, але був повністю притомним і згорів заживо. Брат жертви Віталій розповів, що напередодні Гена був у нього в гостях, а вночі пішов за випивкою в куртці брата. Саме тому Віталій думає, що насправді вбити хотіли саме його, а не Гену. А зробити це могли колектори, яким Віталій винен гроші. Проте чи справді все було саме так? | 15 листопада 2023 |
| 271          | «Мстивий стартап». З балкону власної квартири падає і розбивається насмерть накачаний транквілізаторами бізнесмен Віталій Кіш. За місяць до цього так само загинув його друг і партнер Владислав Ніконенко. Під підозрою вдова Ніконенка Ірина та її коханець Артем Сухомлин. Слідчі зʼясовують, що за солодкою парочкою шпигувала фотографиня та блогерка Міла Ройз. Хто та для чого замовив їй стеження за коханцями? Та чи має це якесь відношення до вбивства бізнесменів? | 16 листопада 2023 |
| 272          | «Кохання з тяжкими наслідками». До ОСА звернулася Лідія Кравченко звернулася з проханням знайти її доньку Аллу, адже є всі підстави вважати, що дівчину викрали. Годину тому жінка отримала з телефону доньки її фото, на якому Алла звʼязана лежить в багажнику якоїсь автівки. Також прийшло текстове повідомлення з вимогою виплатити викрадачам 280 000 гривень до кінця поточної доби. Чи встигнуть детективи знайти підлітка до того, як злочинці вбʼють її? | 16 листопада 2023 |
| 273          | «Гра на випередження». Особлива слідча агенція самостійно береться за розслідування ймовірного вбивства тренера зі східних бойових мистецтв та наставника Червоної Василя Дудченка. Загиблий викликав колишню ученицю Катерину на розмову, але просто під час дружнього спарингу Дудченко впав замертво. Причиною смерті став інсульт, а Червоній так і не вдалося дізнатися, що таке важливе хотів повідомити Василь. Коли він опиняється на столі досвідченої криміналістки Марії Небесної, то стає зрозуміло, що інсульт у Василя було викликано штучно. Дудченко, який для Катерини був майже як батько, мав відмінне здоров’я, адже незадовго перед смерті проходив медобстеження. Тож хто вбив тренера? Та чи пов’язано це якось зі смертю його сина у в’язниці? | 20 листопада 2023 |
| 274          | «Серед хижаків». Детективи вирушають в місто Ярославськ. Місцеву прокурорку та старшу радницю юстиції Валентину Хвилю знаходять розірваною собаками. ОСА підозрюють, що смерть жінки не випадкова, адже вона вела резонансну справу чорних колекторів. Злочинці вже не раз погрожували родині прокурорки, а отже могли і натравити на неї собак, щоб виставити все як нещасний випадок. Колекторів затримують, коли вони намагалися підпалити автосервіс одного з боржників Ореста Чубка. З’ясовується, що саме він підгодовував псів, які напали на Хвилю. Який мотив мав Чубко та чому кинувся під кулі детективів? | 20 листопада 2023 |
| 275          | «Речдоки з червоної планети». За одну ніч трапляються одразу дві події: в Інститут прикладної фізики вдираються невідомі в масках, а в цей же час одного з викладачів закладу знаходять мертвим у власній автівці. Детективи встановлюють особу жертви – геолог Кирило Ставроцький, якого спочатку вдарили по голові, а потім спалили в машині. Цікаво те, що в рані криміналісти знаходять не абищо, а мікрофрагменти ґрунту з… Марсу! Як таке може бути? І як це повʼязано з хуліганами, які пробралися вночі в Інститут? | 21 листопада 2023 |
| 276          | «Найдорожча дитина». Молода пара Борис Синявський та Марта Гамаюн, подають заяву на реєстрацію шлюбу та одразу ж зникають. Їхні батьки-бізнесмени отримують повідомлення про аукціон, де лотами є Борис та Марта. Живою повернеться та дитина, чий батько заплатить більше. Напередодні передачі грошей, Синявського-старшого вбивають, а викуп зникає. У вбивстві підозрюють батька Марти Гамаюн, який не зміг зібрати потрібну суму для порятунку доньки. Але пізніше детективи знаходять його у важкому стані після ДТП. Невже викрадачі збили Гамаюна, щоб забрати гроші? Чи залишать тепер злочинці наречених живими? | 21 листопада 2023 |
| 277          | «Торт». Особлива слідча агенція знову береться за розкриття вбивства. Хто він – новий злодій, на чий слід треба вийти нашим слідчим? Два келихи, пелюстки троянд, торт і труп – ось яка картина чекала на детективів ОСА в квартирі жертви. І схоже на те, що кондитерський виріб був приготовлений своїми руками. Може отрута, яка вбила жертву, була саме в ньому? Тоді треба шукати того, хто приготував цей смертельний шедевр. Чи може вбивцею бути юна дівчина, з якою жертва напередодні ввечері проводила час? | 22 листопада 2023 |
| 278          | «Бон вояж». ОСА розслідує вбивство Інги Кальницької. Її брата Артем – власник автосервісу «Бон вояж», де клієнтам ставили на авто старі деталі, видаючі їх за нові. А також Артем продавав людям крадені автівки. Через ці махінації Кальницький опинився у СІЗО, тому покійна Інга самотужки виховувала своїх племінників – підлітків Рому та Софію. Агенти ОСА виходять на одного з ображених клієнтів Матвія Знайду, але чи дійсно він міг піти на вбивство через помсту її братові? | 22 листопада 2023 |
| 279          | «Сліпе прозріння». Особлива слідча агенція розслідує загадкове зникнення молодої сліпої жінки Василини Граділенко. Односельці вважали її целителькою – начебто вона лікувало смертельно хворих людей за допомогою вʼязаних шарфів. Детективи знаходять мертвим раніше засудженого Миколу Голоту. Він стежив за Граділенко, але навіщо? І чи міг він бути причетним до викрадення Василини? Розбиратися в заплутаній справі будуть найкращі детективи ОСА. | 23 листопада 2023 |
| 280          | «Вертихвіст». Кілька жителів міста знаходять записки на своїх автомобілях. В тексті вказано, що людей заражено отрутою, а щоб отримати антидот, потрібно надіслати гроші. В паніці жителі звертаються до спецагентства ОСА, де з’ясовується, що небезпеки немає. Та раптом один із потерпілих йде з життя. Під час розслідування важко буде з’ясувати, хто насправді не причетний до злочину, а хто лише прикидається таким. Чи під силу слідчим розплутати клубок інтриг та брехні? | 23 листопада 2023 |
| 281          | «Кішки-мишки». Вбито підполковника Віктора Вікторовича Шаблія – заступника голови Особливої слідчої агенції. Все сталося дуже швидко, одразу після допиту хакера Іллі Миронюка, який проводив Шаблій. Ба більше, хлопець сфотографував тіло вбитого підполковника та виклав в інтернет, після чого воно розлетілося по ЗМІ. Броменко встановив, що всі записи з камер спостереження в офісі агенції стерто просто з його комп’ютера! А охоронців, які пильнували біля кімнати для допитів, злочинець приспав снодійним. Кому знадобилося вбивство Шаблія? | 27 листопада 2023 |
| 282          | «Смертельні укуси». Ексцентричний багатій Аркадій Богуславський вирішує перевірити почуття своїх родичів до нього та вдає ніби помер. Однак розіграш закінчується трагедією. Несподівано, повсталий з мертвих дідусь нападає на хлопця своєї онучки Уляни, внаслідок чого обидва помирають. Молодий чоловік завдав смертельних травм Богуславському та сам помер через серцевий напад. Невдовзі з’ясовується, що Аркадію залишалось жити від сили три місяці. Хто прискорював його смерть? Та яку роль у цьому зіграли клопи в будинку багатія? | 27 листопада 2023 |
| 283          | «Різник». Чи можуть бути вороги у звичайної прибиральниці? Виявляється, що так! Ба більше, вороги настільки серйозні, що готові буквально випотрошити тіло нещасної та залишити в лісі. Хто пішов на таке? Аліні Шестак було всього 40 років, коли невідомий чи невідома жорстоко побили її. Жінці зламали три ребра, а потім випотрошили мисливським ножем. Детективи підозрюють, що вбивство Шестак якось повʼязане з місцем її роботи – фабрикою «Вітрила». Можливо, Аліна стала свідком чого незаконного в стінах фабрики? Розбиратимуться детективи ОСА. | 28 листопада 2023 |
| 284          | «Місія - врятувати Альбіну». Альбіна в біді! Спеціалістка ОСА опинилася в заручниках у грабіжників під час їхньої спроби «винести» ювелірний магазин. Злочинці добре озброєні, а тому колегам Альбіни треба поспішати, щоб визволити подругу. Детективи ОСА терміново беруться за цю справу. Поки вони намагаються зʼясувати особи злочинців, Альбіна робить все для того, щоб врятувати життя заручників. Які будуть вимоги у грабіжників? Хто стоїть за ними? Та чи зможе Альбіна врятувати своє життя та життя заручників? | 28 листопада 2023 |

## Реліз
В Україні прем'єра першого сезону серіалу відбулася 11 вересня 2020 року на телеканалі СТБ.

## Цікаві факти
- Під час знімального процесу актриса Антоніна Хижняк, яка виконує роль Катерини Червоної, зламала ногу. Однак це сталося випадково і під час цілком безпечної сцени[10].
- Одного разу актор-епізодник їхав на знімання до Києва потягом з Харкова, але проспав свою зупинку. Прокинувся у Вінниці. Чекати на його приїзд можливості не було, тому його роль виконав режисер[10].
- Основні дії серіалу «Слід» відбуваються в офісі ОСА. Будівництво павільйону тривало зо два місяці. І це не дивно, адже тут є все, що бачить глядач на екрані. Крім кабінетів і допитної, в офісі ОСА є: лабораторія, морг, гараж для огляду авто чи якихось масштабних слідчих експериментів, тир. Для створення декорацій використовували найактуальніші технології — сенсорні монітори, які в масовому продажу з’являться лише в 2023 році[10].
- Знімали навіть у реальному СІЗО. Там під час знімань з піротехнікою мало не сталося займання. Але до таких складних зйомок команда завжди готова, адже працюють професіонали. Так, в одному з епізодів з незвичайного реквізиту був «труп», залитий бетоном у човні, а човен утоплений в озері. Відрізані пальці, відірвані вибухом голови, обпалені чи заморожені тіла, — це вдається зробити з силіконової бутафорії[10].
- На «Сліді» було кілька змін у страшну ожеледицю. Оперативники ледве пересувалися, щоб не впасти. Машину в кадрі заносило на лісовій дорозі. Безперечно, такого за сценарієм не було, але кадр вийшов вдалим, тому режисер вирішив, що це також увійде до серії. А ось від погоні на роликах довелося відмовитись[10].
- Досить часто в серіях з’являються оперативні групи. Якщо в серії є спецназ, сапери чи водолази, то це не випадкові люди — у Києві є групи кінолюдей із колишніх співробітників органів. Вони знають, як правильно діяти, чим і як перевіряти, знешкоджувати вибухівку. Кінологи з собаками ― це ті кінологи і ті собаки, які заробляють саме різними зйомками, як і актори-спецпризначенці, про яких згадано вище. Також іноді задіюють транспорт, який надає ДСНС[10].